# Historia Ukrainy

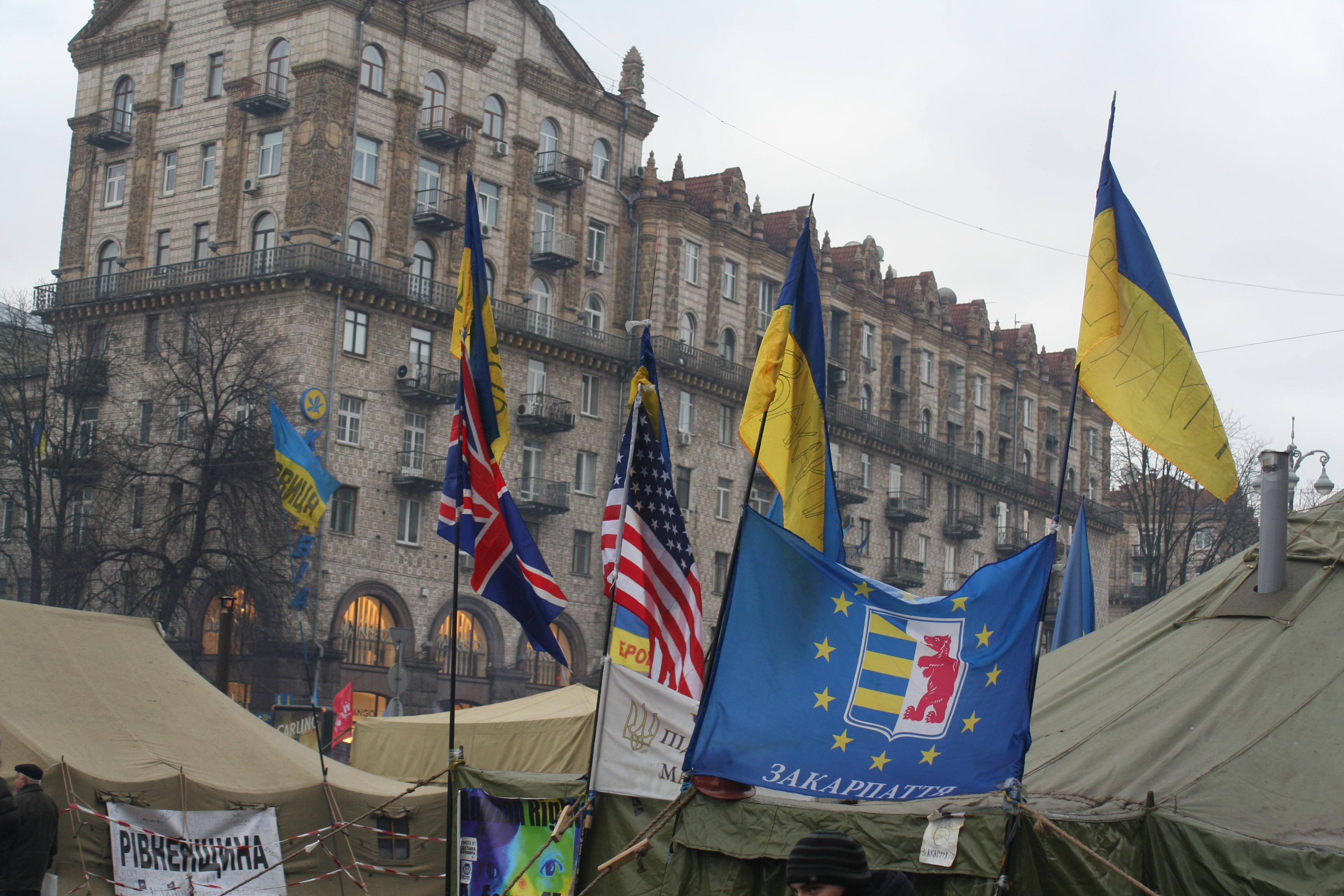
Euromajdan (rewolucja godności), Kijów 2013–2014

Historia Ukrainy – dzieje ziem ukraińskich, narodu i państwa ukraińskiego od czasów najdawniejszych do współczesności.
Stepowe tereny współczesnej Ukrainy były przez długi czas obszarem transferowym, na którym siedziby swoje zakładały różne ludy koczownicze. Około połowy I tysiąclecia naszej ery na terenach pojawiły się ludy słowiańskie. Założyły one Ruś Kijowską – potężne państwo, które ok. XII wieku zaczęło rozdrabniać się na dzielnice, a po najeździe mongolskim centralną i wschodnią część pod panowaniem chanatu Złotej Ordy. Na Zachodzie utrzymało się księstwo halicko-wołyńskie. W kolejnym okresie tereny Ukrainy stały się obiektem ekspansji Wielkiego Księstwa Litewskiego, Chanatu Krymskiego, Wielkiego Księstwa Moskiewskiego i Królestwa Polskiego. Po połączeniu się Litwy i Polski większa część współczesnej Ukrainy znalazła się w obrębie państwa polsko-litewskiego. W wyniku szeregu powstań kozackich i wojen z Rosją obszar ten został podzielony w 1667 roku pomiędzy Rosję a Polskę mniej więcej wzdłuż biegu Dniepru.
W wyniku rozbiorów niemal cała Ukraina znalazła się w obrębie Imperium Rosyjskiego, prócz Rusi Czerwonej, Zakarpacia i Bukowiny, które zostały włączone do Austrii, przekształconej w 1867 w Austro-Węgry. XIX wiek był okresem wzrostu świadomości narodowej Ukraińców. W okresie I wojny światowej po rewolucji lutowej i obaleniu caratu w Rosji w Kijowie powstała Ukraińska Centralna Rada, która po przewrocie bolszewickim (rewolucji październikowej) proklamowała powstanie Ukraińskiej Republiki Ludowej, a po rozpędzeniu 18 stycznia 1918 przez bolszewików demokratycznie wybranej Konstytuanty ogłosiła niepodległość URL. Po klęsce Państw Centralnych w Galicji Wschodniej proklamowano Zachodnioukraińską Republiką Ludową, która jednak po klęsce w wojnie z Polską została włączona do państwa polskiego. Po wojnie polsko-bolszewickiej, w której URL walczyła po stronie polskiej, tereny na wschód od Zbrucza stały się częścią Ukrainy sowieckiej, wchodzącej od 1922 w skład ZSRR. Stan ten w zasadzie pozostawał niezmieniony do roku 1991, kiedy Związek Sowiecki upadł, a państwo ukraińskie ogłosiło niepodległość. W tym okresie powiększył się jednak znacznie jej obszar poprzez przyłączenie w 1945 terenów odebranych Polsce (d. Galicja Wschodnia i Wołyń zachodni), Rumunii (północna Bukowina i południowo-wschodnia Besarabia), Czechosłowacji (Zakarpacie), a także przyłączenie w 1954 Półwyspu Krymskiego.
Od uzyskania niepodległości Ukraina borykała się z problemami gospodarczymi, okresami recesji i kryzysów, a także z gwałtownymi zmianami politycznymi, rozgrywającymi się pomiędzy zwolennikami integracji z Rosją a Unią Europejską i Zachodem. Dramatycznymi wydarzeniami była pomarańczowa rewolucja z przełomu 2004 i 2005 roku, a w szczególności rewolucja godności tzw. Euromajdan z 2014 roku. W wyniku tej ostatniej powstał proeuropejski rząd, co wywołało reakcję Rosji w postaci aneksji Krymu utworzenia marionetkowych republik (Doniecka Republika Ludowa i Ługańska Republika Ludowa), wspieranych przez Rosję i pozostających w konflikcie z rządem ukraińskim. 24 lutego 2022 rozpoczęła się inwazja Rosji na Ukrainę.

## Prehistoria
Prehistorię ziem, będących terytorium współczesnej Ukrainy należy zacząć 300 tys. lat temu, kiedy wedle danych archeologicznych pojawił się tam człowiek pierwotny. Neandertalczycy zasiedlali te tereny 140–120 tys. lat temu. Z okresu późnego paleolitu znaleziono ponad 800 stanowisk ze śladami człowieka z Cro-Magnon. Pomiędzy 10 000 a 8000 lat p.n.e. (mezolit) zmiany klimatyczne umożliwiły gęstsze osadnictwo. Wyodrębniły się wtedy 3 obszary plemion mezolitycznych: nadbrzeżny (wybrzeża Morza Czarnego i Azowskiego, Krym), lasostepowy (środkowy bieg Dniepru, dorzecze Dońca) i leśny (obecne północne obwody Ukrainy). Tereny Ukrainy są przypuszczalnie także ojczyzną języka praindoeuropejskiego. Z kultur neolitycznych można wymienić: dniepro-doniecką czy bugo-dniestrzańską, na Krymie i okolicznym obszarze wyodrębniono kulturę Kemi-Oba.

### Strefa lasostepu i stepowa

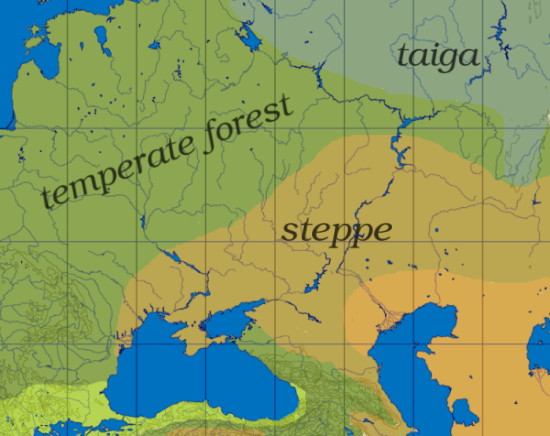
Orientacyjny podział na strefy leśną i stepową

W okresie chalkolitu pojawia się ludność kultury trypolskiej. Na przełomie III i II tysiąclecia p.n.e. na terenie lasostepu kultura trypolska została asymilowana i powstała kultura ceramiki sznurowej. Plemiona ceramiki sznurowej były przypuszczalnie bezpośrednimi przodkami Germanów, Bałtów i Słowian.
Kultura ceramiki sznurowej w okresie pomiędzy XV a XI wiekiem p.n.e. przekształciła się w kulturę trzciniecką i kulturę komarowską. Ta przeszła między XI a IX wiekiem p.n.e. w kulturę biełogrudowską, będącą, według wielu badaczy, poprzedniczką kultury wschodniosłowiańskiej.
Na przełomie III i II tysiąclecia p.n.e. pojawiły się przybyłe ze wschodu plemiona pasterskie kultury grobów jamowych. W drugiej połowie II tysiąclecia p.n.e. ludność tej kultury zasymilowała się z plemionami pochodzenia północnoirańskiego, tworząc rozciągającą się od Uralu do Dniestru kulturę grobów zrębowych. Odnotować należy też kulturę grobów katakumbowych i kulturę ceramiki wielowałeczkowej. Z kultury grobów zrębowych według części badaczy wyodrębnili się Kimerowie.

### Kultury archeologiczne a Słowianie
Słowiański charakter przypisuje się zazwyczaj kulturze pieńkowskiej, również wcześniejszej kulturze kijowskiej (czasami też jeszcze wcześniejszym: kulturze zarubinieckiej i miłogradzkiej oraz czernoleskiej i biełogrudowskiej).
Najstarsze historyczne plemię znane z terenów północnego nadczarnomorza to Kimerowie (do VII wieku p.n.e.), a po nich Scytowie do IV w. i Sarmaci do III w n.e. (Sauromaci, Roksolanie, Alanowie).

## Starożytność

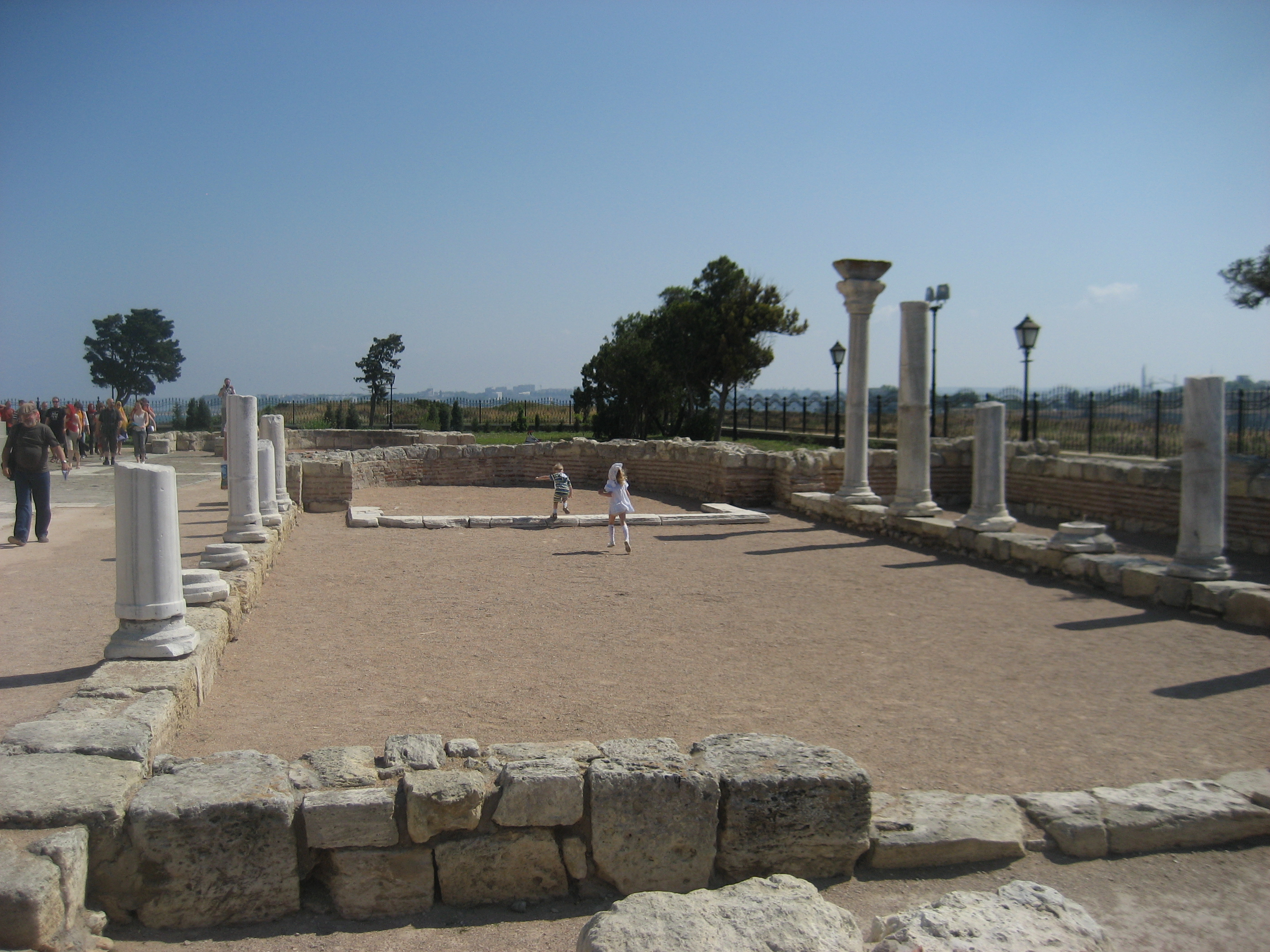
Resztki starogreckiego miasta w Chersoniu Taurydzkim

W wiekach VIII – VI p.n.e. na Krymie oraz u ujścia Bohu i Donu (don po sarmacku oznacza rzekę) powstały pierwsze kolonie greckie (Tanais, Chersonises, Eupatoria). Wkrótce wykształciło się z nich najstarsze znane państwo obejmujące swym zasięgiem Ukrainę – tzw. „Królestwo Bosporańskie”, nazywane od nazwy Cieśniny Kerczeńskiej (Bosfor Kimmeryjski), podległe później cesarstwu rzymskiemu.
W I wieku n.e. na terenie kolonii greckich Morza Czarnego prowadził działalność apostolską św. Andrzej, którego obecność w Kijowie stanowi przedmiot legendy, mówiącej o postawieniu przez niego krzyża na jednym ze wzgórz, gdzie obecnie stoi cerkiew św.Andrzeja... W III i IV wieku n.e. nad południowymi obszarami dzisiejszej Ukrainy zwierzchnictwo roztaczały plemiona Gotów, podbiwszy miejscowe plemiona (Goci zamieszkiwali na Krymie do roku 1778). W późniejszym okresie liczne plemiona azjatyckie (Hunowie, Awarowie, Protobułgarzy i Madziarzy) dokonywały przemarszu przez wspomniany południowy obszar, a nie mniej licznie osiedlali się tam Chazarowie, Pieczyngowie czy Połowcy.
Osadnictwo greckie zaczęło rozwijać się między VIII a VI wiekiem p.n.e. Były to nadbrzeżne miasta zbudowane na wzór greckich polis, prowadzące ożywiony handel wyrobami rzemiosła w zamian za zboże, bydło, miód, wosk, skóry i ryby. Najbardziej znanymi miastami były: Pantikapajon (obecny Kercz), Teodozja, Fanagoria, Gorgippa (obecnie Anapa), Chersonez Taurydzki, Tyras, Nikonij, Olbia. Kres istnieniu tych miast przyniosły najazdy plemion koczowniczych w okresie wielkiej wędrówki ludów.

## Ruś Kijowska
We wczesnym średniowieczu zamieszkane przez Słowian ziemie naddnieprzańskie stały się obszarem penetracji skandynawskich Waregów. Przejęli oni kontrolę nad dopływami Dniepru, nad którymi wznieśli system twierdz. Od plemion słowiańskich ściągali daninę w postaci niewolników, futer i wosku, sprzedawanych na rynkach arabskich i w Cesarstwie Bizantyńskim. Być może od nazwy jednego z ich plemion, Rusów, wywodzi się nazwa Rusi. Jeden z wareskich wodzów o imieniu Ruryk zdołał skupić pod swą władzą Waregów, Słowian Ilmeńskich oraz Krywiczy i ok. 860–862 r. dał początek najstarszemu państwu wschodniosłowiańskiemu – Rusi Nowogrodzkiej. Ruryk był również założycielem dynastii władców Rusi Rurykowiczów. Dwaj wodzowie warescy Askold i Dir oddzielili się z czasem od Ruryka, a następnie udali się w dół Dniepru i zawładnęli tam państwem plemiennym Polan z ich największym grodem – Kijowem. Około 880–884 r. państwo Askolda i Dira zostało podbite przez kniazia nowogrodzkiego – Olega Mądrego, syna Ruryka. Askold i Dir zostali najprawdopodobniej zabici. Z przyczyn geopolitycznych Oleg Mądry przeniósł stolicę swego państwa z Nowogrodu Wielkiego do Kijowa. W ten sposób powstała Ruś Kijowska, państwo obejmujące terytoria (lub części terytoriów) m.in. dzisiejszej Ukrainy, Rosji, Białorusi, Mołdawii i Polski.
W 988 r. potomek Ruryka Włodzimierz I Wielki przyjął chrzest z Bizancjum. Umocniony został tym samym wpływ kultury greckiej na Rusi. Mimo tego, że Ruś Kijowska zajmowała jeden z największych obszarów w ówczesnej Europie i była licznie zaludniona, na jego potencjale odbijały się ciągłe walki wewnętrzne, a także zagrożenie ze strony ludów koczowniczych zamieszkujących stepy nadczarnomorskie (Połowcy, Pieczyngowie).
W XIII wieku Ruś Kijowska opanowana została przez Złotą Ordę i zhołdowana jej. Ruś znalazła się wówczas w okresie rozbicia dzielnicowego. Głównym ośrodkiem ruskiej państwowości w tym okresie stało się nowe Księstwo Halicko-Wołyńskie.

## Upadek Rusi Kijowskiej
Po zabiciu ostatniego księcia halickiego Jerzego II przez bojarów w XIV wieku tereny położone wokół Lwowa i Przemyśla (tzw. Ruś Czerwona) zostały włączone na zasadach autonomicznych do Królestwa Polskiego. Mimo że tereny te już kilkakrotnie wcześniej wchodziły pod jurysdykcję polską, to od tego czasu datuje się zwrot polskiej polityki zagranicznej z zachodu na wschód. Język ruski stał się jednym z oficjalnych języków (do 1569) na wschodnich terenach Korony Królestwa Polskiego. Podczas wojny 1340–1392 Ruś Halicko-Włodzimierska została przejęta przez Królestwo Węgier (czasy panowania króla Ludwika), lecz już pod koniec XIV wieku jako posag Jadwigi Andegaweńskiej tereny te wróciły do Królestwa Polskiego. Na terenie Rusi Czerwonej powstały województwa: ruskie ze stolicą we Lwowie, bełskie (po przejęciu lenna od Piastów mazowieckich) oraz podolskie – stolica Kamieniec Podolski (XV wiek).
W okresie rozbicia dzielnicowego Rusi Kijowskiej, księstwa: kijowskie, wołyńskie, czernihowskie, perejasławskie, turowsko-pińskie, smoleńskie i połockie zostały w XIII i XIV wieku prawie całkowicie opanowane przez Wielkie Księstwo Litewskie, które sięgnęło wówczas prawie do Morza Czarnego. W wyniku unii krewskiej dynastia Jagiellonów roztoczyła swe zwierzchnictwo nad litewskim oraz polskim terytorium dawnej Rusi (do Polski należała Ruś Czerwona). Pozostałe ziemie byłej Rusi Kijowskiej były zależne od Złotej Ordy. Jedynymi ziemiami wchodzącymi nadal pod zwierzchnictwo ruskie były: Republika Nowogrodu i Republika Pskowa – demokratyczne republiki kupieckie wchodzące w skład Hanzy, podbite przez Wielkie Księstwo Moskiewskie w końcu XV wieku i włączone w jego skład.

## Ziemie ukraińskie w granicach Rzeczypospolitej 1569–1648

Rzeczpospolita w granicach swego największego zasięgu i zaznaczonymi terytoriami utraconej w konsekwencji wojny polsko-rosyjskiej 1654–1667 i potopu szwedzkiego 1655–1660

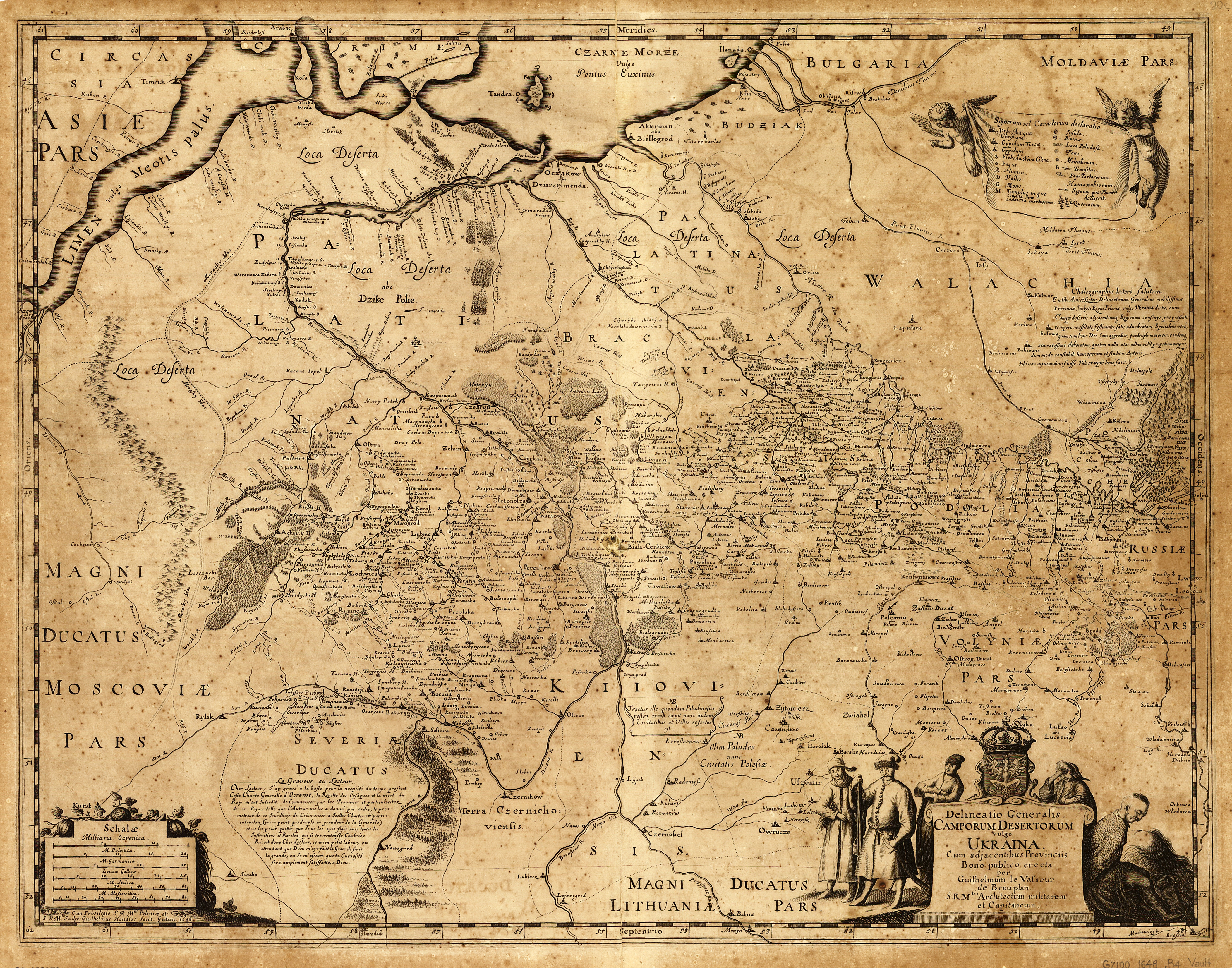
Ziemie Korony na terenach dzisiejszej ukrainy. Mapa Wilhelma Beauplana z 1648 wykonana na zlecenie Władysława IV. Północ na dole mapy.

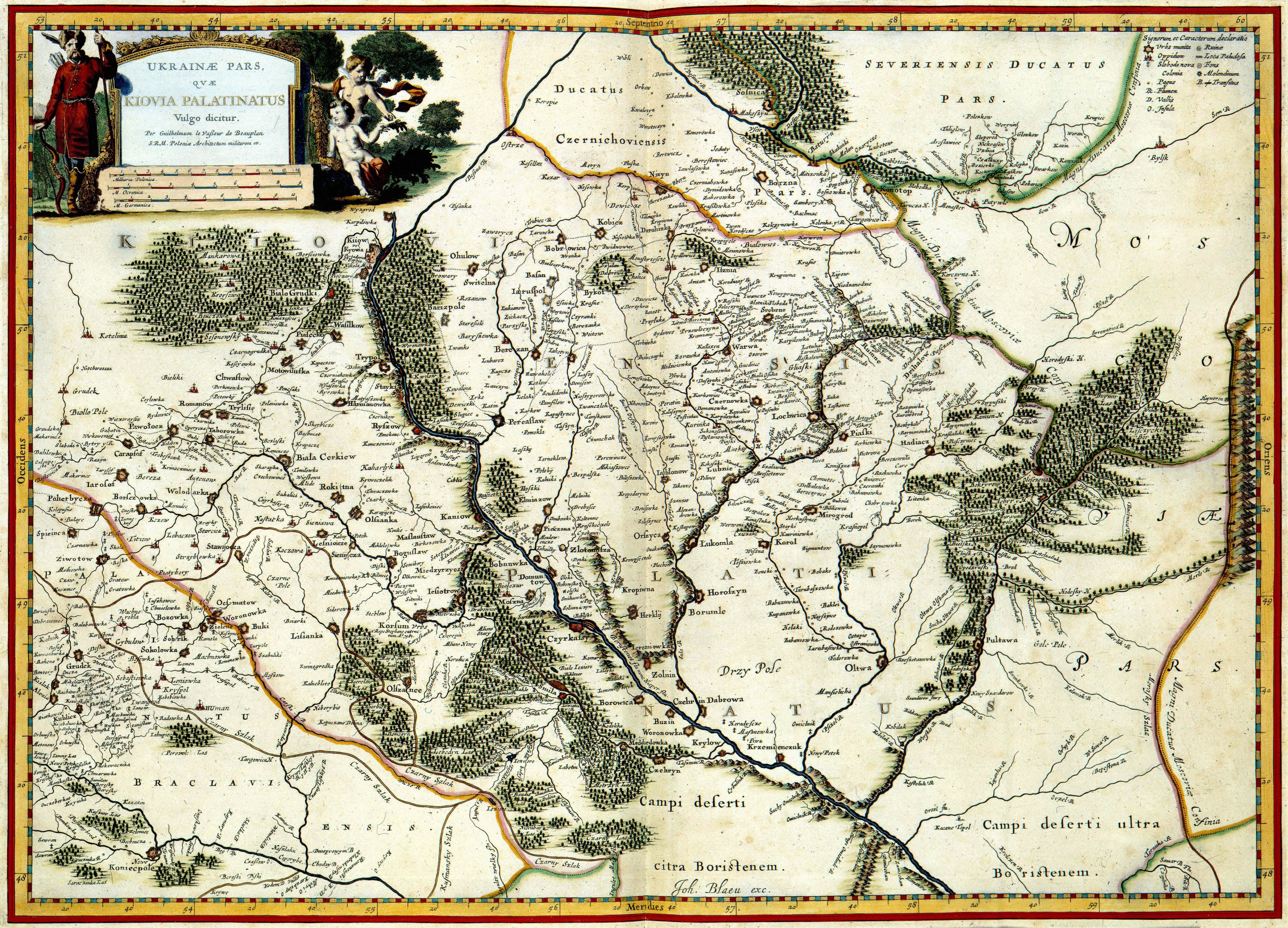
Województwo kijowskie. Mapa Wilhelma Beauplana z 1648 roku.

### Unia lubelska
5 marca 1569, w przededniu unii lubelskiej (1 lipca 1569), sejm koronny, przy aprobacie posłów z Podlasia, przegłosował włączenie (inkorporację) województwa podlaskiego do Korony. 26 maja 1569 roku do Korony z terytorium Wielkiego Księstwa Litewskiego włączono edyktem Zygmunta Augusta województwo wołyńskie, a 6 czerwca województwo kijowskie i województwo bracławskie. Unia lubelska powołała Rzeczpospolitą jako związek państwowy dwóch równoprawnych podmiotów: Korony i Litwy.
W tym samym czasie władcy Wielkiego Księstwa Moskiewskiego, przyjmując tytuł „Cara Wszechrusi” (nie uznawany przez Wielkie Księstwo Litewskie i Koronę), rozpoczęli rywalizację z Rzecząpospolitą o władzę nad ziemiami dawnej Rusi Kijowskiej, wchodzącymi w skład Korony i Litwy.
Ukraiński historyk Iwan Łysiak-Rudnycki stwierdza: Unia lubelska przyniosła pewne niepodważalne korzyści dla Ukrainy. Ponownie zjednoczyła państwo, które dotychczas było podzielone między Litwę i Polskę. Zarazem południowa część ziem dzisiejszej Ukrainy, leżąca nad Morzem Czarnym przynależała do Imperium Osmańskiego, wraz z lennym Chanatem Krymskim lub stanowiła teren pogranicza tzw. Dzikie Pola.
Zarazem niemal połowa ludności Rzeczypospolitej była wyznania prawosławnego, zamieszkując obie części federacji. Ludność ruska zamieszkująca Koronę będzie w przyszłości podstawą formowania się narodu ukraińskiego, zamieszkująca Wielkie Księstwo Litewskie – białoruskiego.

### Unia brzeska
W 1596 r. większość biskupów Cerkwi prawosławnej w granicach Rzeczypospolitej przyjęła zwierzchnictwo papieża w wyniku unii brzeskiej. Przeciwnikiem unii był jeden z największych magnatów Rzeczypospolitej Konstanty Wasyl Ostrogski, a także biskup lwowski Gedeon Bałaban, przemyski Kopysteński i wysłannicy patriarchów konstantynopolitańskiego i aleksandryjskiego. Już w 1620 do doszło do nielegalnego jeszcze wskrzeszenia prawosławnej metropolii kijowskiej. Władysław IV w 1632 roku uznał hierarchię prawosławną, godząc się na istnienie dwóch przeciwstawnych i prowadzących ze sobą walkę obrządków religijnych. Jak pisze polski historyk Władysław A. Serczyk Unici szukali odtąd oparcia w rządzie polskim, prawosławni, a więc niemal cała ludność ziem ukraińskich łącznie z Kozakami, w Rosji. Wobec oporu wiernych za panowania Władysława IV została przywrócona autokefaliczna struktura Cerkwi prawosławnej w Rzeczypospolitej, podległej kanonicznie patriarchatowi Konstantynopola. Prawosławnym metropolitą Kijowa został Piotr Mohyła, a po jego śmierci Sylwester Kossów. W 1632 r., po przywróceniu prawosławnej metropolii kijowskiej, kijowska szkoła bracka została przekształcona w Kolegium Kijowsko-Mohylańskie, stanowiące ośrodek intelektualny prawosławia w Rzeczypospolitej.
Okres ten obfitował w bogatą religijną literaturę polemiczną pisaną po polsku, łacinie i w języku ruskim, który przechodził ewolucję od języka starocerkiewnosłowiańskiego do języka ukraińskiego.
W drugiej połowie XVI wieku na pograniczu Naddnieprza, tzw. Dzikich Polach uformowała się społeczność wojskowa Kozaków zaporoskich, chroniąca pogranicze przed Tatarami i uczestnicząca w wojnach pierwszej połowy XVII w. w ramach wojsk Rzeczypospolitej. Kozaczyzna od końca XVI wieku była jednocześnie ośrodkiem powstań kozackich w obronie swego niezależnego statusu, a z czasem i statusu ludności ruskiej w Rzeczypospolitej.
Od końca XVI w. doszło do serii powstań Kozaków zaporoskich przeciwko Koronie, tłumionych przez Rzeczpospolitą. Pierwszymi były: powstanie Kosińskiego i powstanie Nalewajki. W 1637 roku wybuchło w Naddnieprzu powstanie Pawluka, którego stłumienie doprowadziło do przejściowego ograniczenia praw Kozaczyzny.

## Powstanie Chmielnickiego
Najpoważniejszym powstaniem było powstanie w latach 1648–1655 pod przywództwem Bohdana Chmielnickiego. Objęło terytorialnie Naddnieprze, Wołyń, Podole, Ruś Czerwoną po Zamość i znaczny obszar Wielkiego Księstwa Litewskiego. Bezpośrednim powodem wybuchu powstania Chmielnickiego była niezgoda sejmu na podwyższenie liczby Kozaków rejestrowych, co obiecał Kozakom planujący wojnę z Imperium Osmańskim król Władysław IV. Na podstawie ugody zborowskiej (1649) Kozacy uzyskali system autonomicznych rządów określanych jako Hetmanat (Hetmańszczyzna) lub Wojsko Zaporoskie. Talent dowódczy i sojusz z Chanatem Krymskim pozwoliły Chmielnickiemu na zorganizowanie Hetmanatu jako faktycznie niezależnego państwa.
W styczniu 1654 Hetmanat w ugodzie perejasławskiej poddał Ukrainę naddnieprzańską pod władzę cara Rosji z zachowaniem jej autonomii i przywilejów kozackich.

## Hetmanat

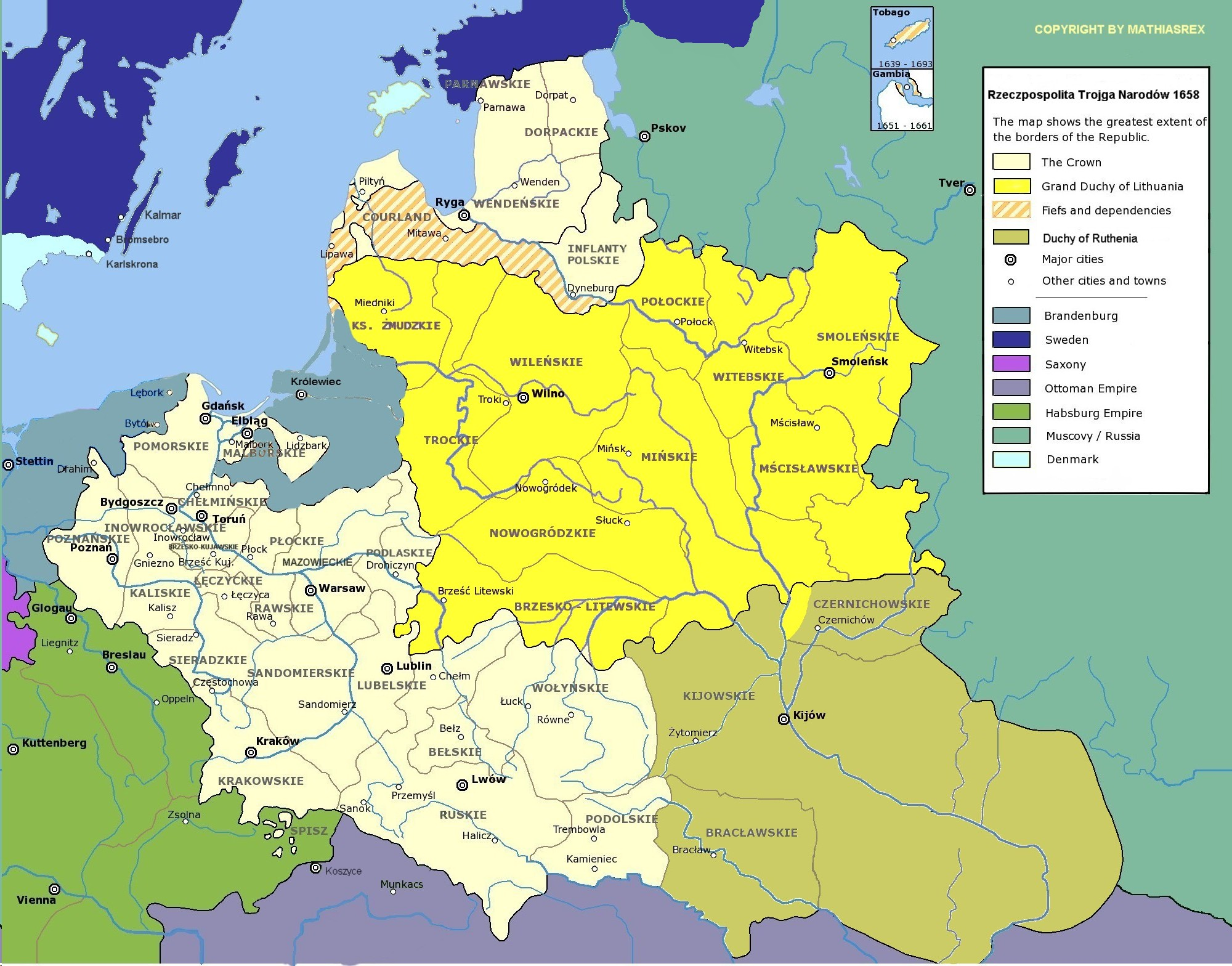
Niezrealizowana koncepcja Rzeczypospolitej Trojga Narodów zgodnie z porozumieniami ugody hadziackiej z 1658

Terytorium Hetmanatu (fiolet), Siczy (sepia) i Ukrainy Słobodzkiej (zieleń) w połowie XVIII wieku

Konsekwencją ugody perejasławskiej i wkroczenia wojsk moskiewskich na teren Rzeczypospolitej (budowa w Kijowie rosyjskiej cytadeli i obsadzenie go wojskiem rosyjskim i inwazja na Wielkie Księstwo Litewskie) była długoletnia (1654–1667) wojna Rzeczypospolitej z Carstwem Rosyjskim, toczona na obszarze Rzeczypospolitej po środkową Wisłę. W 1658 roku została zawarta pomiędzy Hetmanatem a Rzecząpospolitą unia hadziacka, Była to próba politycznego uregulowania stosunków Kozaczyzny z Rzecząpospolitą. Unia hadziacka ustanawiała Wielkie Księstwo Ruskie jako trzeci równoprawny człon Rzeczypospolitej (obok Korony i Litwy). Postanowienia unii nie weszły ostatecznie w życie w wyniku buntu inspirowanego z Moskwy, odsunięcia od władzy przez prorosyjskie powstanie propagatora unii hetmana Iwana Wyhowskiego i śmierci w czasie zamieszek Jerzego Niemirycza, faktycznego intelektualnego promotora Unii. Trwałym dziedzictwem unii hadziackiej było przekształcenie Kolegium Kijowsko-Mohylańskiego w Akademię Mohylańską – jedyną szkołę o statusie wyższym (akademii) na obszarze Ukrainy.
Kończący działania wojenne rozejm andruszowski z 1667 roku rozstrzygnął, że Rzeczpospolita utraciła na rzecz Rosji Zadnieprze, czyli województwo czernihowskie i większość (ok. 140 tys. km²) województwa kijowskiego. Podział terytorium Ukrainy między Rzeczpospolitą a Carstwo Rosyjskie został potwierdzony w 1686 traktatem Grzymułtowskiego, Uznawał też władzę Rosji nad Kijowem. Również w 1686 prawosławna metropolia kijowska (podległa dotąd Patriarchatowi Konstantynopola) została podporządkowana Patriarchatowi Moskiewskiemu. Wojny, rzezie, deportacje ludności w jasyr i na terytorium Carstwa Rosyjskiego i epidemie towarzyszące wojnom doprowadziły terytorium do ruiny, wyludniły je i zatrzymały rozwój.

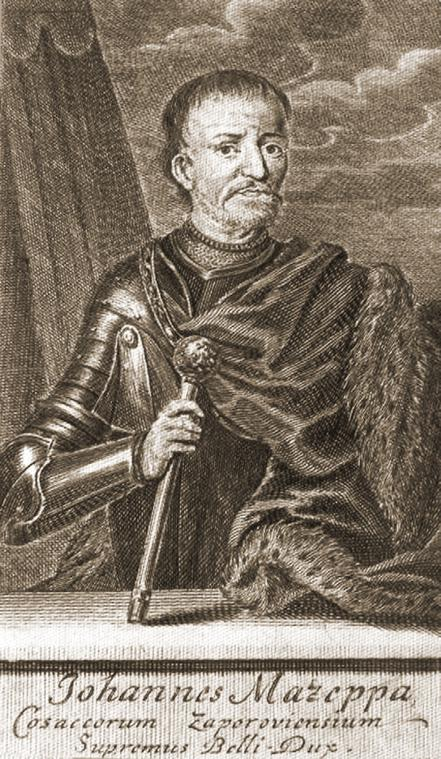
Iwan Mazepa, 1706

Dwudziestoletnie (1687–1708) rządy hetmana Iwana Mazepy w lewobrzeżnym, podporządkowanym Moskwie Hetmanacie były okresem stabilizacji gospodarczej i społecznej, rozwoju kulturalnego (popierana przez hetmana Akademia Kijowsko-Mohylańska), przekształcania się starszyzny kozackiej w warstwę szlachecką i tworzenia się elity urzędniczej Hetmanatu. Na stepowym pograniczu Carstwa Rosyjskiego (Ukraina Słobodzka) trwało intensywne osadnictwo wychodźców z terytorium Hetmanatu i zrujnowanej Ukrainy Prawobrzeżnej.
Wobec dążeń Piotra I do ograniczenia w ramach gruntownych reform Carstwa Rosyjskiego autonomicznego statusu Hetmanatu, hetman Mazepa prowadzący od 1704 roku tajne rokowania ze Stanisławem Leszczyńskim, a za jego pośrednictwem z królem Szwecji Karolem XII, opowiedział się w roku 1708, wraz ze starszyzną Hetmanatu i częścią jego wojsk przeciwko Rosji, a po stronie Szwecji i obozu szwedzkiego w Rzeczypospolitej. Karola XII poparła wówczas również Sicz Zaporoska. Klęska armii szwedzko-kozackiej w bitwie pod Połtawą (1709) oznaczała porażkę próby usamodzielnienia podjętej przez Mazepę i była początkiem stopniowego ograniczania autonomii Hetmanatu w ramach Carstwa (od 1721 Imperium Rosyjskiego), aż do jego całkowitej likwidacji ukazem Katarzyny II w 1764 r.

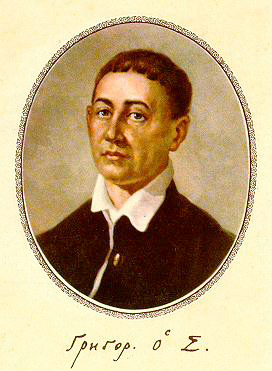
Hryhorij Skoworoda

Po pokoju karłowickim (1699) sejm zdecydował o rozwiązaniu oddziałów kozaków rejestrowych w służbie Rzeczypospolitej. Po dwóch latach bezskutecznych prób uchylenia tej decyzji wybuchło powstanie Paleja, ostatnie zorganizowane powstanie kozackie na terytorium Rzeczypospolitej, stłumione w 1704 przez wojska koronne i wojska podporządkowanego Rosji Hetmanatu, wprowadzone do Rzeczypospolitej w związku z toczącą się od roku 1700 III wojną północną, w której Rzeczpospolita, Saksonia i Rosja tworzyły koalicję przeciw Szwecji. Znaczna część terenów Ukrainy Prawobrzeżnej została wówczas zajęta przez wojska Mazepy, który dążył do włączenia ich do Hetmanatu.
III wojna północna (1700–1721) doprowadziła do zasadniczej zmiany układu sił w Europie Wschodniej. Status mocarstwa regionalnego uzyskała zreformowana przez Piotra I Rosja, zaś Rzeczpospolita utraciła suwerenność i stała się faktycznym protektoratem Rosji i przechodziła okres długotrwałego wewnętrznego paraliżu politycznego (czasy saskie). Traktat adrianopolski między Rosją a Turcją (1713) i potwierdzenie pokoju karłowickiego w 1714 między Rzecząpospolitą a Turcją ustalały status Ukrainy Prawobrzeżnej jako nieodłącznej części Rzeczypospolitej. Między jesienią 1713 a wiosną 1714 ludność terenów Prawobrzeża, z których ustępowało wojsko rosyjskie, została po raz kolejny siłą przesiedlona za Dniepr.

## Epoka oświecenia na Ukrainie
Za czołowego myśliciela epoki ukraińskiego oświecenia uważa się Hryhorija Skoworodę. Recepcja jego myśli i twórczości ożyła po roku 1991 i stał się on autorem czytanym i komentowanym nie tylko w kręgach akademickich.
Innym wyrazem myśli wczesnooświeceniowej jest tzw. konstytucja hetmana Orlika.

## Prawobrzeże (ziemie ukraińskie w składzie Rzeczypospolitej do 1772 roku)
Zgodnie z rozejmem andruszowskim z 1667 Rosja i Polska podzieliły Ukrainę wzdłuż Dniepru, co było też podziałem ziem Hetmanatu. Dzieje Hetmanatu i ziem ukraińskich w składzie Rzeczypospolitej, nazywane prawobrzeżem (po prawej stronie Dniepru, który stanowi o zasadniczym podziale geograficznym Ukrainy, mającego też głęboki wpływ na dzieje Ukrainy) przebiegała odmienienie od lewobrzeża. Hetmanat lewobrzeża był zbyt słaby, aby utrzymać swoją autonomię wobec stałego nacisku ze strony polskiej, zwłaszcza że obszar Ukrainy Prawobrzeżnej było w latach 1672–1699 terenem dwuetapowej (1672–1676 i 1683–1699) wojny Rzeczypospolitej z Turcją (Imperium Osmańskim), podczas której obie strony powoływały sprzyjających sobie hetmanów kozackich.

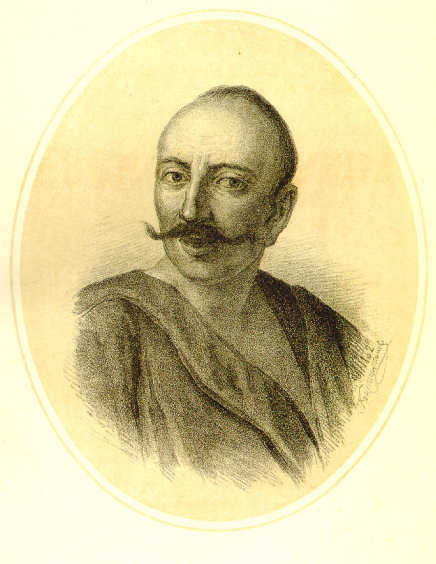
Iwan Gonta przywódca koliszczyzny

Do połowy XVIII wieku nastąpiła odbudowa gospodarcza terenów, gospodarka została oparta w pełni na systemie wielkich latyfundiów magnackich, opartych na gospodarce pańszczyźnianej. Formą oporu społecznego chłopstwa wobec wzrastających systematycznie obciążeń pańszczyźnianych był rozpowszechniony do lat 70 XVIII wieku bandytyzm społeczny (hajdamacy).
Po zawiązaniu konfederacji barskiej w 1768 roku prawobrzeżnym Naddnieprzem wstrząsnęła koliszczyzna – krwawy bunt chłopski, którego kulminacją była rzeź humańska. Bunt, o którego inspirację podejrzewano Petersburg, został stłumiony bezwzględnie przez wojska koronne i rosyjskie. Te tragiczne wydarzenia opisują w swojej twórczości zarówno Taras Szewczenko (poemat Hajdamacy), jak i Juliusz Słowacki (dramat Sen srebrny Salomei).
W historiografii współczesnej polskiej i ukraińskiej panują obecnie zróżnicowanie opinie o charakterze stosunków społecznych i politycznych na terenie Ukrainy zachodnie na przełomie wieku XVII i XVIII i w wieku XVIII. Niektórzy historycy, jak Bogdan Hud twierdzą, że stosunki te były zdominowane przez konflikt dwór-wieś co miało swoją kontynuację w XIX, a nawet XX wieku. Dominująca rolę na tych terenach odgrywała magnateria i jej latyfundia. Stanowiła ona polityczną siłę, popierającą konfederację targowicką, która przyczyniła się do obalenia reform Sejmu Czteroletniego przez interwencję rosyjską (1792), w konsekwencji do II rozbioru i wcielenia ziem ukraińskich do Imperium Rosyjskiego.

## Likwidacja Hetmanatu
W 1764 Katarzyna II zlikwidowała Hetmanat i jego autonomię, przekształcając go w gubernię małorosyjską, w 1765 zlikwidowała ustrój kozacki Ukrainy Słobodzkiej, również przekształcając ją w gubernię (słobodzko-ukraińską). W 1775 roku, po zwycięskiej dla Rosji wojnie z Turcją, Katarzyna II zburzyła Sicz Zaporoską i zakazała używania nazwy kozactwa zaporoskiego. Tytuł hetmana wojsk kozackich przysługiwał od tego czasu wyłącznie panującej rodzinie carskiej. Starszyzna Siczy została zesłana na Syberię, starszyzna Hetmanatu została zrównana w prawach ze szlachtą rosyjską (tzw. dworianstwem) i wpisana do tabeli rang Imperium Rosyjskiego, a wolni Kozacy otrzymali status równoważny wolnym chłopom rosyjskim. Wszelka dokumentacja archiwalna i broń Kozaków przechowywana była w Twierdzy św. Elżbiety, skąd faktycznie maszerowała stutysięczna armia, która zniszczyła Sicz. Chłopi Hetmanatu zostali ukazem z 1783 przypisani do miejsca pobytu, część Kozaków zaporoskich jako Kozacy czarnomorscy została przesiedlona na Kubań, część zbiegła na terytorium tureckie, tworząc istniejącą do 1829 Sicz Dunajską. Przyłączone do Imperium Rosyjskiego w 1774 traktatem w Küczük Kajnardży nadczarnomorskie terytoria Imperium Osmańskiego, poszerzone o anektowane w 1783 terytorium zlikwidowanego Chanatu Krymskiego i zdobycze po wojnie rosyjsko-tureckiej 1787–1792, określane łącznie jako Noworosja stały się terenem intensywnej kolonizacji. Jednym z jej przejawów było założenie i szybki rozwój Odessy i innych powstałych wówczas portów czarnomorskich (Mikołajów, Chersoń). Granicą rosyjsko-turecką w roku 1792 stał się Dniestr.
W wyniku drugiego (1793) i trzeciego (1795) rozbioru Rzeczypospolitej Imperium Rosyjskie inkorporowało Ukrainę Prawobrzeżną (województwa: kijowskie, wołyńskie i podolskie). Austria w 1772 wcieliła województwo ruskie i skrawek województwa podolskiego, tworząc Królestwo Galicji i Lodomerii, jako część monarchii Habsburgów, później Cesarstwa Austrii, wreszcie Austro-Węgier.

## Proces narodotwórczy w XIX wieku
Wiek XIX był okresem narodzin nowoczesnej koncepcji narodu ukraińskiego (podobnie jak innych narodów europejskich), co związane było z procesami cywilizacyjnymi i kulturowymi w całej Europie. Wraz z pierwszym rozbiorem Rzeczypospolitej został on zlikwidowany. Drugi i trzeci rozbiór Rzeczypospolitej łączył do cesarstwa rosyjskiego znaczącą część ziem etnicznie ukraińśkich (Galicja została włączona do Cesarstwa Habsburgów, Zakarpacie już wcześniej do niego przynależało). Przynależność ziem ukraińskich do dwóch odrębnych i konkurujących ze sobą organizmów zadecydował, że proces narodotwórczy przebiegał w obu częściach odmiennie.

### Ziemie ukraińskie w składzie Imperium Rosyjskiego

Język ukraiński w Imperium Rosyjskim według spisu ludności z 1897 roku

Języki Imperium Rosyjskiego według spisu ludności z 1897 roku (powiaty i miasta z przewagą ludności ukraińskojęzycznej na żółto)

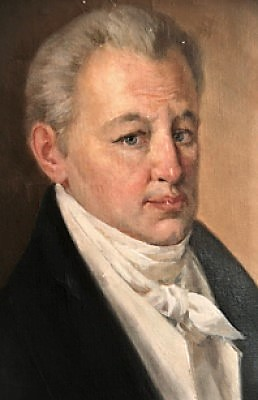
Iwan Kotlarewski

Ukraina Lewobrzeżna do 1772, pomimo przynależności do Imperium Rosyjskiego zachowało autonomię, jako Hetmanat, faktycznie systematycznie ograniczaną przez carat od upadku hetmana Iwana Mazepy i bitwy pod Połtawą (1709). Ukraińska (kozacka) szlachta, broniąc swoich praw stanowych w carskiej Rosji, broniła jednocześnie autonomii Ukrainy. Ważną rolę odegrała książka Istoria Rosow (Istoria Rusów) pierwszy zabytek nowoczesnej ukraińskiej myśli politycznej. Istoria Rusów wzywa do naprawienia historycznych krzywd, wyrządzonych przez Rosję narodowi ukraińskiemu. Regionem, w którym zapoczątkowany był proces narodzin nowoczesnej świadomości ukraińskiej była Ukraina Słobodzka i miasto Charków, powstałe wokół fortu kozackiego. Istotną rolę odegrał w tym utwór Eneida Iwana Kotlarewskiego (1798). Innym ważnym dokumentem epoki była Oda o niewolnictwie, napisana przez Wasyla Kapnista po zaprowadzeniu na Ukrainie pańszczyzny. W 1891 roku na polecenie starszyzny kozackiej udał się on z tajną misją do Berlina, aby przedstawić plan oderwania Ukrainy od Rosji i włączenia do Prus. Ukraińcy nie otrzymali autonomii na lewobrzeżu.
Katarzyna II Wielka wraz z drugim i trzecim rozbiorem Rzeczypospolitej Obojga Narodów włączyła do Imperium Rosyjskiego tereny województw wołyńskiego, kijowskiego, bracławskiego i podolskiego. W granicach Imperium wcielone ziemie podzielono na trzy gubernie: kijowską, wołyńską (ze stolicą w Żytomierzu) i podolską (Kamieniec Podolski). W latach 1819–1830 gubernie podolska i wołyńska pozostawały pod naczelnym zarządem administracyjnym wielkiego księcia Konstantego. Od 1832 wszystkie trzy gubernie weszły w skład Kraju Południowo-Zachodniego (generał-gubernatorstwo kijowskie). Rosja od początku uznawała Ukraińców za Małorusinów, stanowiących wraz z Wielkorusinami (jak Rosjanie określali samych siebie) i Białorusinami część „trójjedynego narodu rosyjskiego”. Do lat 30. XIX wieku Rosja nie utrudniała rozwoju rodzącego się w XIX wieku ruchu ukraińskiego, który traktowała jako ruch regionalny w obrębie szerszej tożsamości rosyjskiej.
Dodatkowym czynnikiem była dominująca pozycji polskiego ziemiaństwa na tych ziemiach ukraińskich wcielonych, którego wpływów nie zwalczano do czasów powstania listopadowego (1830–1831).

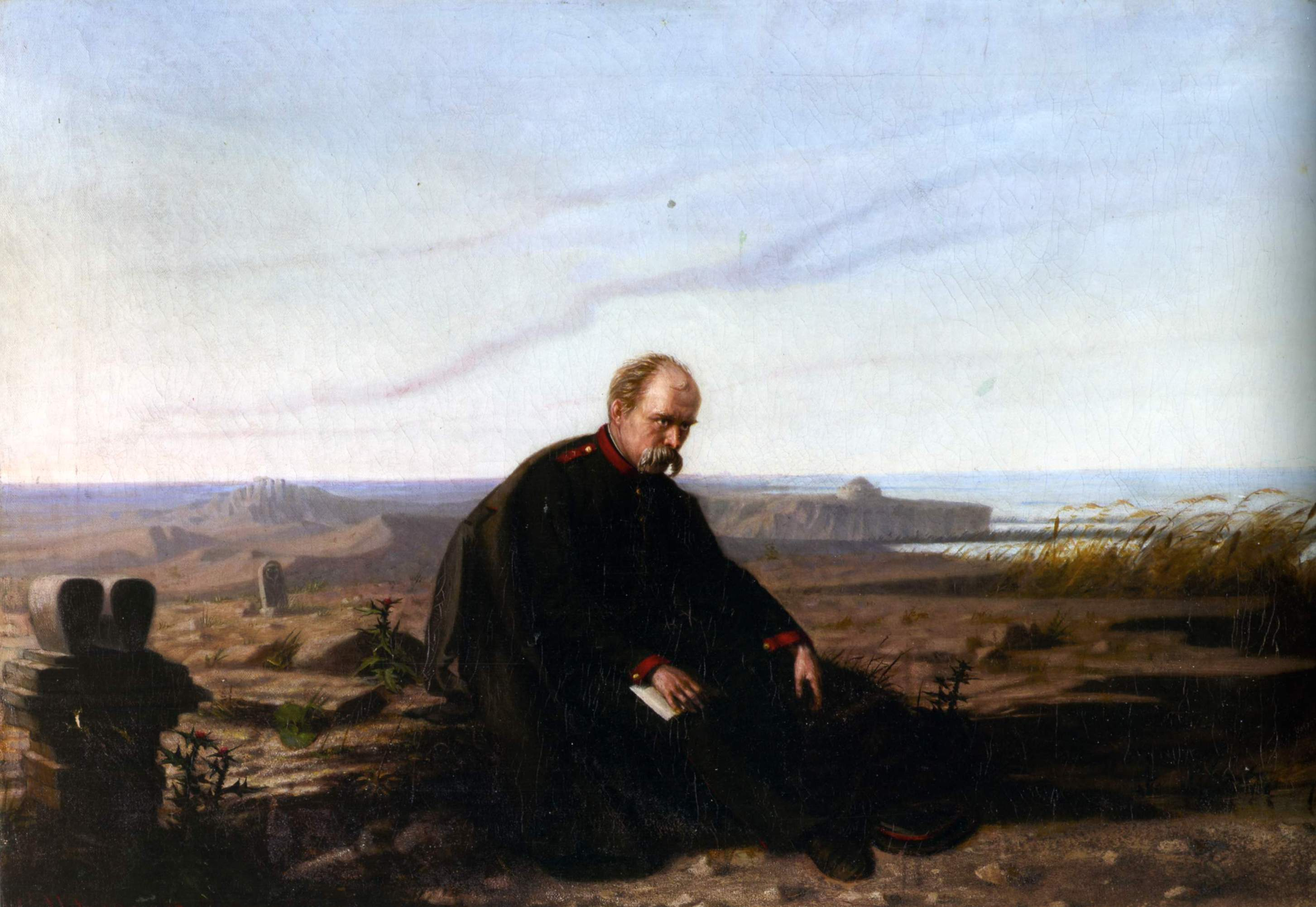
Taras Szewczenko na zesłaniu

W połowie wieku XIX ruch ukraiński pod płaszczykiem małorosyjskości przybrał charakter antyrosyjski. Zasadniczą rolę odegrała w tym działalność Bractwa Cyryla i Metodego. Zdaniem ukraińskiego historyka Jarosława Hrycaka była to ukraińska odpowiedź na nową imperialną ideologię Rosji wyrażoną w reformach Siergieja Uwarowa. Formuła tych reform „prawosławie, samowładztwo, ludowość” inicjowała politykę rusyfikacji imperium. Już w 1839 zlikwidowano Cerkiew unicką poprzez akt „dobrowolnego połączenia” z rosyjską Cerkwią prawosławną, co było wyrazem polityki nasilającej się rusyfikacji.
Wiodącą postacią Bractwa Cyryla i Metodego był Taras Szewczenko, poeta i twórca literackiego języka ukraińskiego. Za swoją działalność, w szczególności radykalnie krytyczny wobec caratu poemat Sen, został on skazany na długoletnie zesłanie. Łączył on wątki dawnej kozackiej tradycji Hetmanatu z ludowością zgodną z dobą romantyzmu. Rosyjską politykę definiowały np. cyrkularz wałujewski z 1863 i ukaz emski z 1876 r.
Represje i szykany władz carskich spowodowały, że pod koniec XIX wieku ciężar ukraińskiego ruchu narodowego przeniósł się na terytorium Austro-Węgier – do Galicji. Ożywienie nastąpiło na początku XX wieku, w dużym stopniu wskutek liberalizacji imperium związanej z przegraną przez Rosję wojną z Japonią i rewolucją 1905 roku. Uformowały się nurty ukraińskiej myśli politycznej (socjaliści – Petlury i Wynnyczenki, oraz nacjonaliści), a w okresie rewolucji 1905–1907 założone zostały liczne stowarzyszenia (Proświty) i czasopisma. W 1907 zniesiony został w Rosji ustanowiony ukazem emskim zakaz druku w języku ukraińskim.

### Ziemie ukraińskie w Cesarstwie Habsburskim

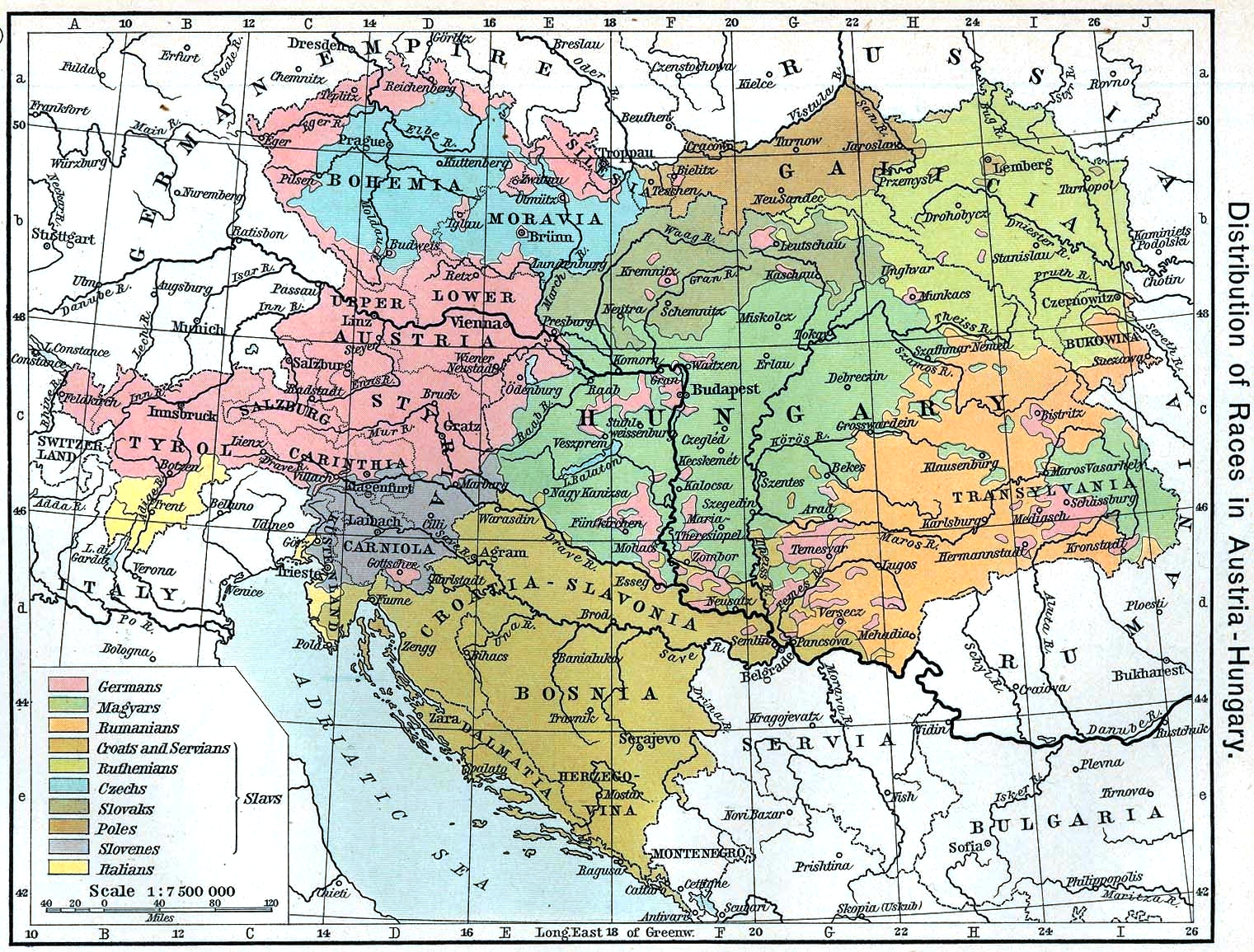
Narodowości Austro-Węgier

Inaczej przedstawiała się sytuacja Ukraińców w Galicji. W pierwszych latach po rozbiorach dominującym procesem była tam dobrowolna polonizacja, a właściwie jedynym ośrodkiem rozwoju ruchu ukraińskiego był wspierany przez Austrię Kościół unicki. Podejście Polaków do problemu ukraińskiego było takie samo jak Rosjan – większość społeczeństwa nie uznawała odrębności narodowej Ukraińców, a jedynie „szczep ruski narodu polskiego” (gente Rutheni, natione Poloni).
Znaczącą rolę w połowie wieku XIX w ruchu ukraińskim odgrywało moskalofilstwo.
Dopiero gdy Ukraińcy wyłonili się w Galicji jako licząca się siła polityczna (takim punktem zwrotnym były wydarzenia Wiosny Ludów i powstanie Hołownej Rady Ruskiej) Wiedeń przystąpił do polityki wygrywania ich przeciw Polakom. Jednak po zawarciu kompromisu z Polakami (autonomia Galicji) czynił to dość rzadko, uznając (w zamian za poparcie polskie w sejmie) problem ukraiński za wewnętrzną sprawę polską. Niemniej, Ukraińcy galicyjscy mieli odtąd znacznie lepsze warunki dla rozwoju kultury narodowej, niż będący pod jarzmem caratu Ukraińcy rosyjscy. Innymi powodami były wyższa jakość życia i większy procent ludności miejskiej w Galicji. Ukraińcy zamieszkiwali w Galicji jej wschodnią część, w obrębie takich miast jak Lwów, czy też Przemyśl. W miastach stanowili zdecydowaną mniejszość (dominowali tam Polacy i Żydzi), mimo tego spośród tego społeczeństwa wykrystalizowała się pewna warstwa o poglądach silnie narodowych. Poza wschodnią Hałyczyną Ukraińcy dominowali na terenie Bukowiny i części Besarabii. Podstawowe dążenia ruchu ukraińskiego w drugiej połowie XIX wieku to – podział Galicji na wschodnią i zachodnią (w odrębnej Galicji Wsch. mieliby przewagę liczebną) i demokratyczna ordynacja wyborcza. Do końca istnienia Austro-Węgier u władzy w Galicji utrzymywali się dążący do kompromisu konserwatyści polscy (krakowscy Stańczycy), jednakże rozkwit ruchów nacjonalistycznych po obu stronach zapowiadał nadejście w przyszłości rozwiązania siłowego.

## I wojna światowa
1 sierpnia 1914 we Lwowie powstała Główna Rada Ukraińska, która 6 sierpnia ogłosiła tworzenie Legionu Ukraińskich Strzelców Siczowych. Również w sierpniu we Lwowie powstał Związek Wyzwolenia Ukrainy.
5 sierpnia 1914 Austro-Węgry wypowiedziały wojnę Rosji. Wkrótce armia Austro-Węgier wyprowadziła natarcie w kierunku Lublina. Armia rosyjska kontratakowała, i w zimie 1914/1915 front zatrzymał się na linii Tarnów-Gorlice, i trwał tam do późnej wiosny 1915 r.
Po wkroczeniu Rosjan do Galicji wojskowym generał-gubernatorem został Gieorgij Bobrinski. Rozpoczął on szybką rusyfikację prowincji, ściągając z Rosji urzędników i duchownych prawosławnych. Akcją przymusowego nawracania na prawosławie kierował rosyjski biskup chełmski Eulogiusz (Gieorgijewski). Zamknięto istniejące szkoły, a nowo powstające miały uczyć w języku rosyjskim, według rosyjskich programów nauczania. Bobrynski wsparł też miejscowych moskalofili, którzy dla zrównoważenia wpływów Głównej Rady Ukraińskiej utworzyli Narodnyj Sowiet. Z kolei Austriacy na swoim terenie represjonowali ludność podejrzewaną o moskwofilstwo, internując podejrzanych w obozie w Talerhof.
Późną wiosną 1915 z kolei armia austro-węgierska i niemiecka rozwinęły natarcie, które doprowadziło do wyparcia Rosjan z prawie całej Galicji. W czerwcu 1916 nastąpiła ofensywa Brusiłowa, zakończona zdobyciem części Wołynia, a także Halicza, Stanisławowa, Kołomyi i Czerniowiec. Nowym generał-gubernatorem został Dymitr Triepow, jednak nie prowadził on polityki rusyfikacyjnej.
Tocząca się wojna spowodowała wielkie szkody, szczególnie w Galicji Wschodniej, która praktycznie ciągle była objęta działaniami wojennymi. Zniszczono przemysł, w tym Borysławsko-Drohobyckie Zagłębie Naftowe, zniszczono zasiewy i lasy, zarekwirowano żywność, bydło i konie.

## Rewolucja ukraińska 1917–1920

### Utworzenie Ukraińskiej Republiki Ludowej i wojna ukraińsko-sowiecka
3 marca 1917 wybuchła w Rosji rewolucja lutowa, a już 17 marca powstała w Kijowie Ukraińska Centralna Rada. Ukraińscy wojskowi z armii rosyjskiej utworzyli Ukraiński Klub Wojskowy im. hetmana Pawła Połubotka. 19 kwietnia Rada zwołała Ukraiński Kongres Narodowy.
23 czerwca Centralna Rada ogłosiła swój I Manifest, w którym proklamowała powstanie autonomii ukraińskiej i powstanie autonomicznego rządu. W listopadzie 1917 w Kijowie utworzono pierwszy oddział Strzelców Siczowych. Właśnie oni, oraz Wolne Kozactwo stanowili główną siłę, walczącą z bolszewikami zmierzającymi do zniszczenia powstającego państwa.
17 grudnia rosyjska Rada Komisarzy Ludowych wysłała do Centralnej Rady pismo, w którym na wstępie uznała pełne prawa Ukrainy, w tym do oderwania się od Rosji, po czym w formie ultimatum zażądała od Centralnej Rady podporządkowania się bolszewikom, w tym zwrotu broni skonfiskowanej oddziałom bolszewickim, zezwolenia im na swobodną działalność oraz współdziałania w rosyjskiej wojnie domowej. Centralna Rada oraz zebrany tego dnia w Kijowie Zjazd Rad Delegatów Chłopskich, Żołnierskich i Robotniczych odrzuciły ultimatum. Wówczas delegaci bolszewiccy opuścili zjazd, zebrali się w Charkowie i ogłosili 17 grudnia 1917 roku powstanie Ukraińskiej Ludowej Republiki Rad.
Działania rządu charkowskiego były w pełni sterowane z Petersburga. Oddziałom bolszewickim wydano rozkaz marszu na Kijów – tym samym RFSRR de facto wypowiedziała wojnę tworzącemu się państwu ukraińskiemu. Przy tym rosyjski rząd bolszewicki twierdził, że nie jest to wojna, gdyż bolszewicy reprezentują rząd ukraiński (charkowski), w związku z tym na terenach objętych konfliktem toczy się wyłącznie wojna domowa.
W starciu z bolszewicką inwazją wyszła na jaw słabość przygotowań Centralnej Rady do wojny o utrzymanie niepodległości, a zwłaszcza jej bagatelizowanie spraw związanych z tworzeniem własnej armii. W tym czasie dysponowała ona jedynie około 15-tysięczną armią, którą dowodził Symon Petlura. Wojska bolszewickie cały czas posuwały się naprzód. W styczniu zajęły Odessę, Chersoń i Aleksandrowsk.
25 stycznia 1918 w IV Uniwersale Ukraińska Centralna Rada proklamowała pełną niepodległość i utworzenie Ukraińskiej Republiki Ludowej. 9 lutego 1918 wojska bolszewickie zajęły Kijów. Rząd URL przeniósł się na Wołyń.

### Okupacja niemiecka i utworzenie Hetmanatu
Wskutek tych wydarzeń rząd URL zwrócił się o pomoc do państw centralnych. W tym celu wysłał delegatów na rozmowy pokojowe w Brześciu Litewskim. W ich wyniku 3 marca 1918 r. Niemcy, Austro-Węgry i ich sojusznicy zawarły z Rosją i URL tzw. traktat brzeski. URL zrzekła się w nim pretensji do austro-węgierskiej części URL. Z kolei Rosja uznała, że wymienione w traktacie nowo powstałe państwa, w tym URL, nie są związane żadnymi obowiązkami wobec Rosji, która nie będzie wtrącać się w ich wewnętrzne sprawy. W kwestii ukraińskiej Rosja sowiecka zobowiązała się do bezzwłocznego zawarcia pokoju z URL, wycofania z jej terytorium wojsk rosyjskich i bolszewickich oraz zaprzestania działań przeciwko organom władzy URL. Na miejsce bolszewików, na terytorium URL wkroczyły wojska niemieckie i austro-węgierskie.

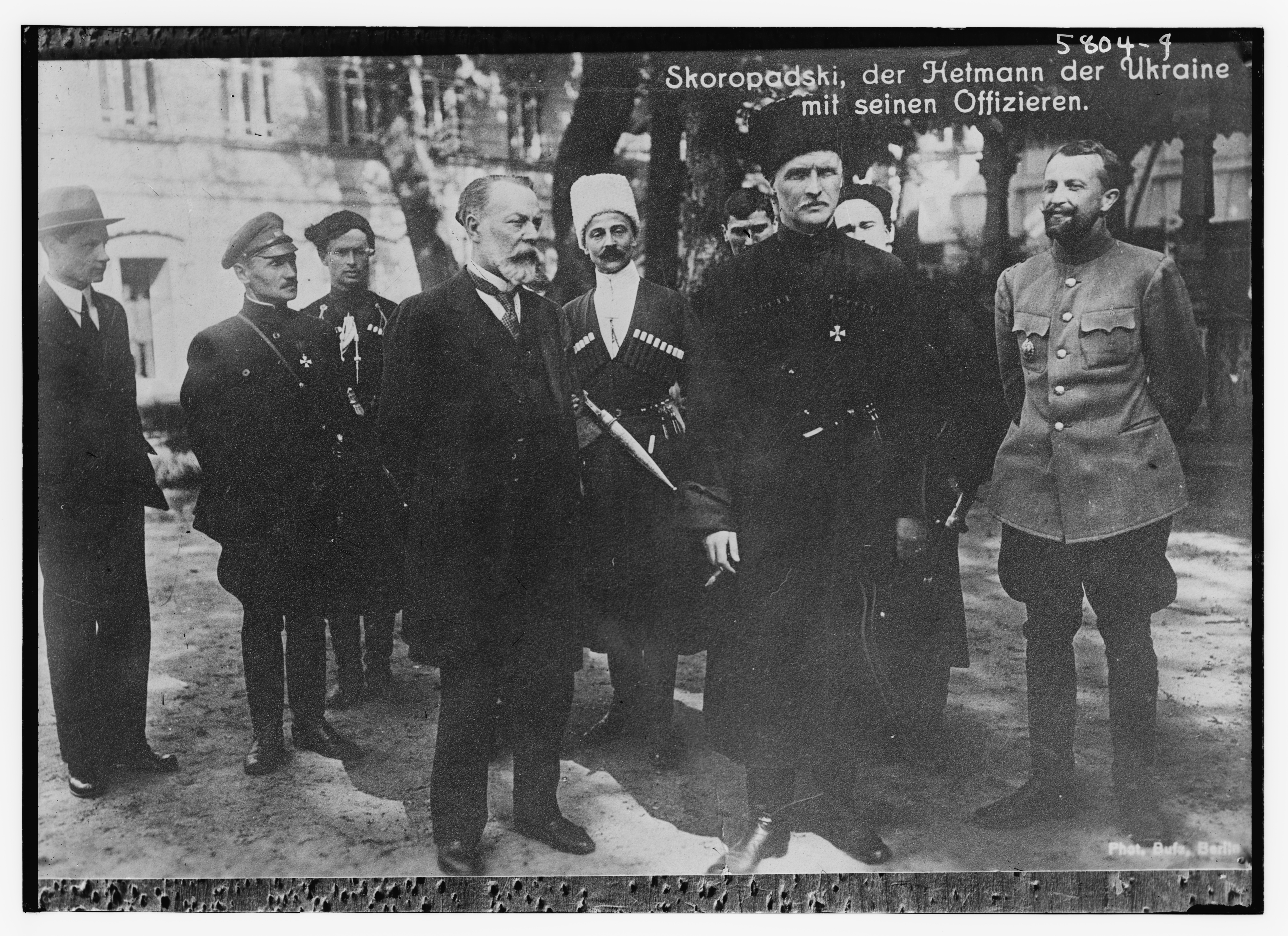
Hetman Pawlo Skopadzkij w otoczeniu swego sztabu

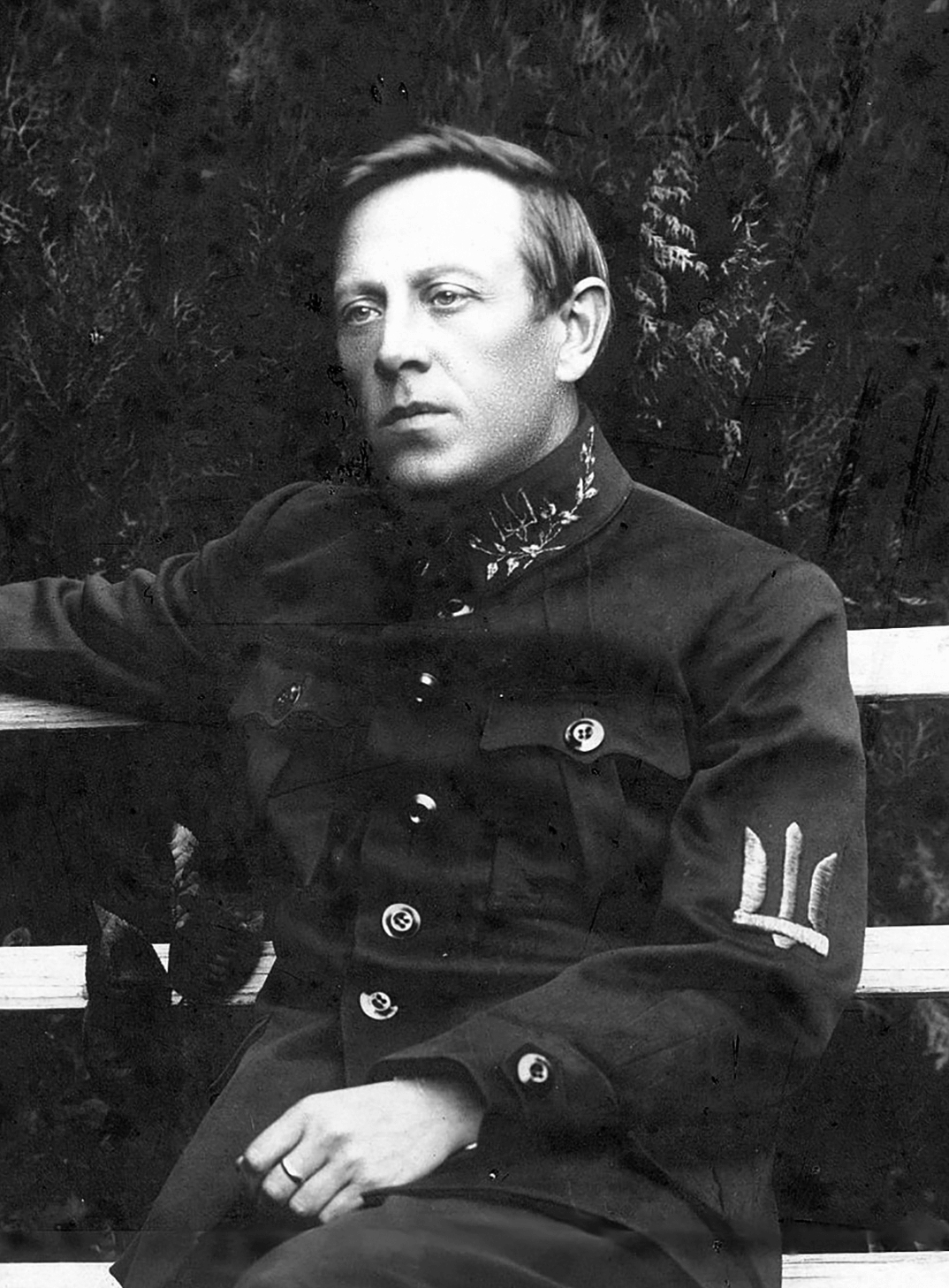
Symon Petlura, przywódca Ukraińskiej Republiki Ludowej

Jednakże ówczesny rząd niemiecki był nastawiony nieprzychylnie do rządzących w Kijowie partii socjalistycznych. Wykorzystał to dawny oficer carski Pawło Skoropadski, który z poparciem Niemców dokonał zamachu stanu i obwołał się hetmanem. 29 kwietnia Skoropadski ogłosił likwidację Ukraińskiej Republiki Ludowej i proklamował powstanie Państwa Ukraińskiego (Hetmanatu). Zobowiązania z Brześcia Rosja Sowiecka wypełniła dopiero 12 czerwca 1918, kiedy to zawarła preliminaryjny pokój z Państwem Ukraińskim – Hetmanatem, znajdującym się pod protektoratem Państw Centralnych.
Klęska militarna Państw Centralnych, zwłaszcza zaś zawarty 11 listopada 1918 przez Niemcy z Ententą rozejm w Compiègne stworzyły na terenie Hetmanatu nową sytuację. Rozejm przewidywał bowiem anulowanie traktatu brzeskiego, a co ważniejsze wycofanie wojsk niemieckich na wschodzie na granicę z 1914, co oznaczało konieczność opuszczenia przez nie terytorium Ukrainy. 13 listopada odbyło się w Kijowie spotkanie przedstawicieli ukraińskich partii socjalistycznych, na którym uchwalono utworzenie Dyrektoriatu URL, i rozpoczęcie powstania antyhetmańskiego. 14 listopada członkowie Dyrektoriatu przybyli do Białej Cerkwi, która stała się siedzibą władz powstańczych. 15 listopada na murach pojawiły się ogłoszenia o wybuchu powstania. Pierwsze działania wojskowe rozpoczęły się 16 listopada, kiedy żołnierze Strzelców Siczowych rozbroili pierwszy oddział Warty Państwowej.
17 listopada oddziały Strzelców Siczowych ruszyły w stronę Kijowa. 18 listopada nastąpiła bitwa pod Motowyliwką, w której zwyciężyli powstańcy, otwierając sobie drogę do stolicy. W połowie grudnia opanowano całe terytorium Hetmanatu, i nowe władze ogłosiły 26 grudnia przywrócenie Ukraińskiej Republiki Ludowej.

### Zachodnioukraińska Republika Ludowa i wojna polsko-ukraińska
Ukraińcy proklamowali niepodległość ZURL 1 listopada 1918, po zajęciu przez ukraińskie oddziały wojskowe najważniejszych gmachów publicznych i obiektów wojskowych Lwowa. Przewodniczącym Ukraińskiej Rady Narodowej został Jewhen Petruszewycz. Prawne podstawy ZURL określała przyjęta 13 listopada 1918 Tymczasowa ustawa zasadnicza o niezależności państwowej ziem ukraińskich byłej monarchii austro-węgierskiej (konstytucja ZURL).
Do 10 grudnia 1918 ZURL nie posiadało nazwy, w tym dniu Ukraińska Rada Narodowa uchwaliła nazwę: „Państwo Zachodnioukraińskie” (Zachidno-Ukrajinska Derżawa). Po uzyskaniu informacji o abdykacji Habsburgów w dniu 14 grudnia zmieniono nazwę na „republikańską” – Zachodnioukraińska Republika Ludowa.
Powstanie ZURL 1 listopada 1918 było jednocześnie początkiem wojny polsko-ukraińskiej, rozpoczętej konfliktem o Lwów, która zakończyła się 16 lipca 1919 wypchnięciem wojsk ukraińskich i rządu ZURL za Zbrucz, na teren Ukraińskiej Republiki Ludowej.
Jednocześnie na Ukrainę wkroczyły wojska bolszewickie, pod których osłoną utworzono 28 listopada Tymczasowy Rząd Radziecki Ukraińskiej Republiki Ludowej.
W tym samym czasie w Odessie i Sewastopolu wylądowały interwencyjne wojska angielsko-francuskie, a na początku 1919 terytorium ZRL zaczęły zajmować Siły Zbrojne Południa Rosji, atakujące w kierunku Moskwy. Również w styczniu 1919 terytorium będące pod władzą URL (Wołyń) zaatakowały z zachodu wojska polskie.

## Ukraińska Socjalistyczna Republika Radziecka 1919–1944

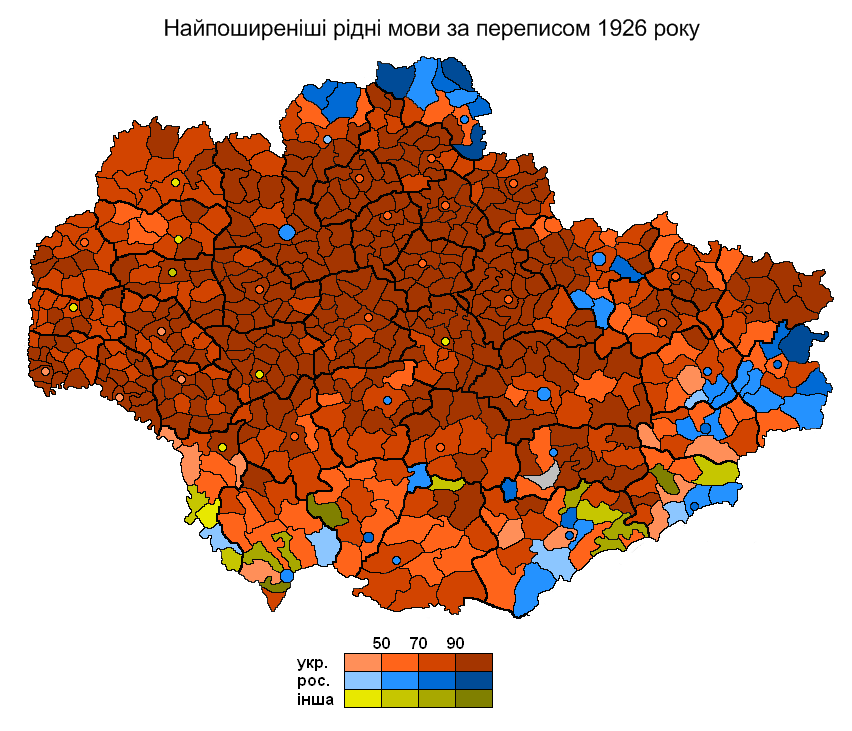
Najbardziej rozpowszechniony język ojczysty w obwodach i miastach Ukraińskiej SRR według spisu powszechnego z 1926 roku

Po zakończeniu I wojny światowej i wojnie polsko-bolszewickiej zakończonej traktatem ryskim, który wytyczył granicę pomiędzy Polską a Rosją Sowiecką i Ukrainą Sowiecką terytoria zamieszkałe przez Ukraińców znalazły się ostatecznie w granicach – Polski, Czechosłowacji, Rumunii i marionetkowej Ukraińskiej Socjalistycznej Republiki Radzieckiej, która od grudnia 1922 weszła formalnie w skład zdominowanego przez Rosję Sowiecką Związku Socjalistycznych Republik Radzieckich (ZSRR). Był to jedyny twór państwowy, czy struktura terytorialna określana w nazwie jako „ukraińska”.
Pierwszy okres polityki wewnętrznej w Ukraińskiej SRR w ramach ZSRR charakteryzowała Nowa Polityka Ekonomiczna (NEP), dopuszczająca elementy gospodarki rynkowej. Na Ukrainie sowieckiej w latach 20. Komunistyczna Partia (bolszewików) Ukrainy (KP(b)U) (formalnie autonomiczna część Wszechzwiązkowej Komunistycznej Partii (bolszewików) – WKP(b)) prowadziła za zgodą Moskwy tzw. politykę ukrainizacji, czyli formę narodowego komunizmu ukraińskiego. Pozwalała ona na pielęgnowanie tożsamości ukraińskiej m.in. funkcjonowania szkolnictwa w języku ukraińskim oraz dawała uprzywilejowaną pozycję Ukraińcom w sowieckich władzach Republiki. Polityka NEP pozwoliła na częściową odbudowę gospodarczą po zniszczeniach wojennych.

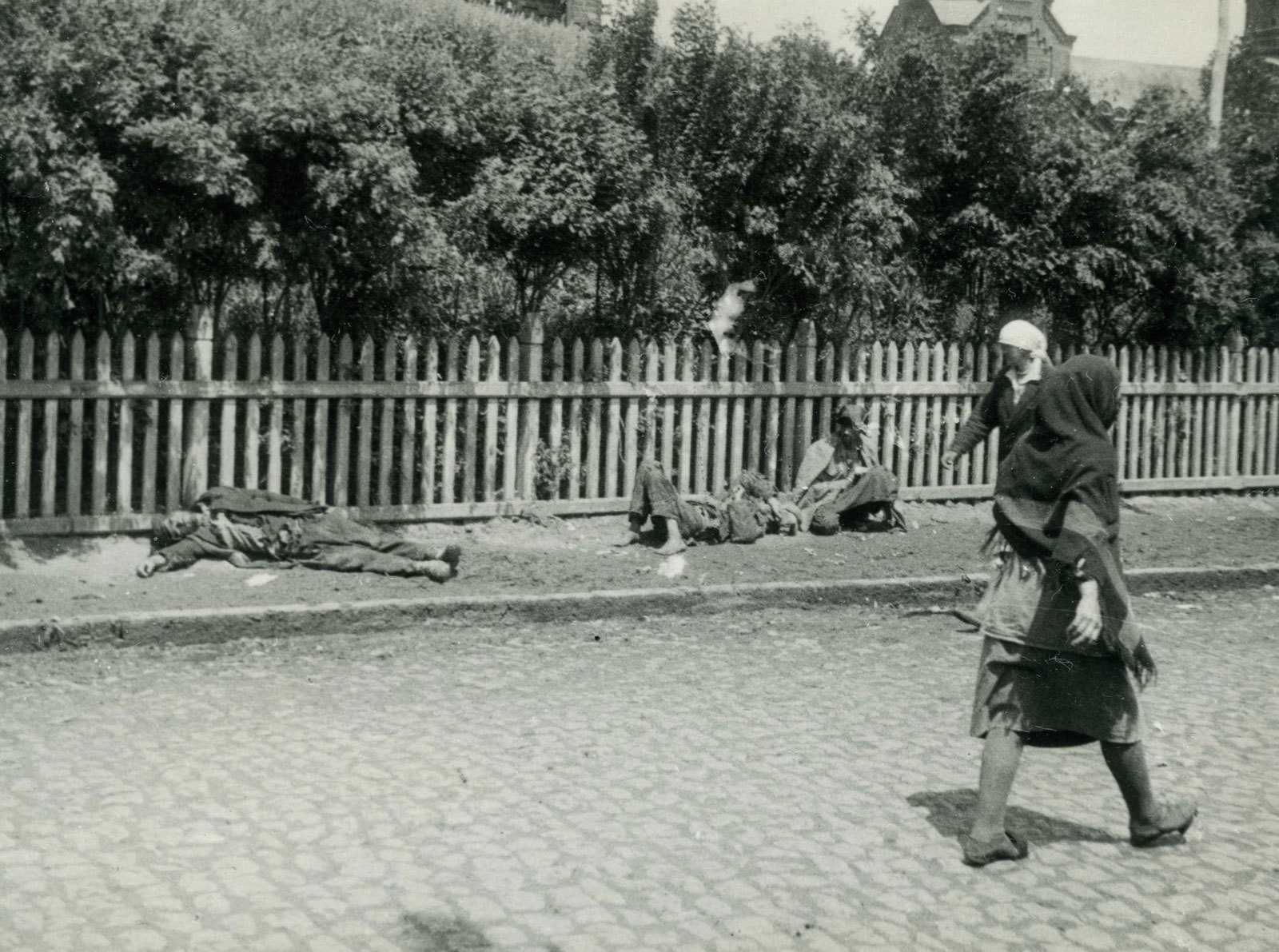
Zmarli z głodu na ulicy w Charkowie 1932, Alexander Wienerberger

W roku 1928 rozpoczęła się podyktowana z Moskwy polityka uprzemysłowienia. Jednocześnie wzrósł nacisk na chłopstwo i inteligencję. W roku 1930 zdecydowano o kolektywizacji rolnictwa. Zwiększono dostawy obowiązkowe do tych rozmiarów, że wywołało to głód, który dotykał także miasta. W efekcie Wielkiego Głodu w okresie 1932–33 zmarło od 3,5 do 5 mln osób. W polityce tej zaczęto dopatrywać się ludobójstwa, co ostatecznie uznała niepodległa Ukraina.
Wielki terror lat trzydziestych, jaki dotknął cały ZSRR, oznaczał szczególne represje wobec inteligencji ukraińskiej. W lipcu 1929 roku miały miejsce masowe aresztowania, których stawiano przed sądem w sfingowanych procesach. Wyroki skazywały na długoletni łagier. Większość jednak uwięzionych zostało następnie straconych. Według przybliżonych szacunków w latach trzydziestych zlikwidowano około 80% aktywnej inteligencji. Wśród zamordowanych byli najwybitniejsi twórcy ukraińskiej kultury, tacy jak Mykoła Chwylowy, Lech Kurbas, Jakir Sawczenko, Mikoła Zerow.

## Ukraińcy w II Rzeczypospolitej

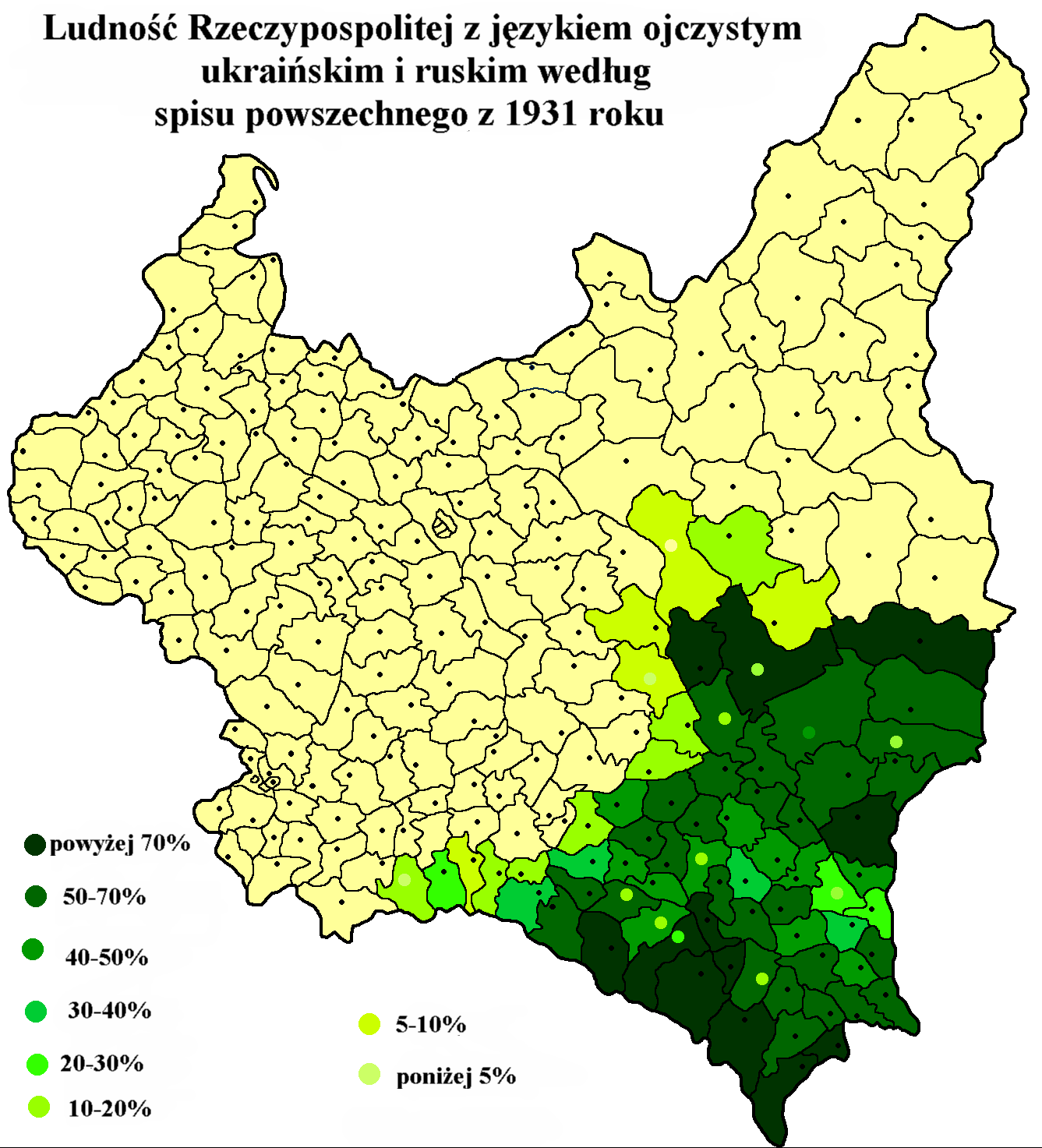
Ludność uważająca język ukraiński za ojczysty (w powiatach) według spisu powszechnego 1931

Ukraińcy stanowili największą mniejszość narodową w odrodzonej Polsce liczącą (około 4,4 mln do ponad 5 mln obywateli), tj. ponad 13% mieszkańców kraju. W okresie kształtowania się państwa polskiego polityka wobec nich nie była jednoznaczna. Zwłaszcza na wschodnich terenach Galicji, których przynależność do Polski była przez długi czas niepewna, początkowo podejmowano różne inicjatywy w celu zaspokojenia dążeń ukraińskich. Przykładem jest ustawa z 1922 r., przyznająca szeroką autonomię Małopolsce Wschodniej, przewidująca utworzenie dwujęzycznych samorządów i powołanie uniwersytetu ukraińskiego. Po ostatecznym przyznaniu Galicji Polsce, ustawa ta nigdy nie została uchylona, ale jej postanowienia nie weszły też w życie. Jakkolwiek w okresie dwudziestolecia międzywojennego prawa należne mniejszości ukraińskiej wraz z przyznającymi je traktatami międzynarodowymi były łamane, mimo to II RP posiadała atrybuty państwa prawa, prawa obywatelskie nie były systemowo łamane, a działacze ukraińscy mieli możliwość propagowania swoich poglądów.
Porażka koncepcji federacyjnej Piłsudskiego, przypieczętowana traktatem ryskim, spowodowała, że od początku lat dwudziestych do wybuchu II wojny światowej następowało stopniowe zaostrzanie kursu wobec mniejszości ukraińskiej, przerywane epizodami pozornej liberalizacji. Polityka ta charakteryzowała się między innymi odsuwaniem inteligencji ukraińskiej od udziału w aparacie państwa i doprowadzeniem do ograniczania zasięgu oświaty ukraińskiej (z ok. 3 tys. szkół ukraińskich po I wojnie światowej, w końcu lat 30. ich liczba spadła do ok. 400). Niezamierzonym skutkiem odsuwania ukraińskich absolwentów szkół wyższych od udziału w administracji państwowej, był dynamiczny rozwój ukraińskiego ruchu spółdzielczego w którym znajdowali oni zatrudnienie. Towarzyszył temu rosnący nacjonalizm pośród Ukraińców i coraz częstsze akty dywersji i terroryzmu skierowane przeciwko Państwu Polskiemu.
Aktywność elit ukraińskich w latach 20. skupiała się na kontynuacji pracy organicznej zapoczątkowanej jeszcze w monarchii habsburskiej. Działalność spółdzielcza, o której mowa wyżej, była realnym narzędziem budowania postaw patriotycznych wśród ludności, zwłaszcza przez zatrudnionych w niej byłych żołnierzy ukraińskich formacji zbrojnych z I wojny światowej. Jak realną siłę stanowił ruch spółdzielczy świadczy, że w skali Polski w 1929 r. na 10 000 mieszkańców przypadały 3,6 spółdzielnie, natomiast w województwach zamieszkanych przez Ukraińców wskaźnik ten wzrastał do 7,3 spółdzielni.
W środowiskach ukraińskich na terenie II RP istniały ugrupowania skrajne (Ukraińska Organizacja Wojskowa i Organizacja Ukraińskich Nacjonalistów). Ogółem w całym okresie 1921–1939 ukraińskie podziemie nacjonalistyczne (UWO i OUN) przeprowadziło 63 zamachy w których zginęło łącznie: 36 Ukraińców (w tym jeden komunista), 25 Polaków, 1 Rosjanin i 1 Żyd. Oprócz 63 zamachów na osoby fizyczne (w tym 11 na znane polskie i ukraińskie osobistości polityczne, z czego 8 udanych) ukraińskie podziemie nacjonalistyczne dokonało w latach 1921–1939 łącznie pięciu zamachów bombowych i 18 akcji ekspropriacyjnych. Zestawienie nie uwzględnia aktów sabotażu skierowanych przeciw mieniu publicznemu, społecznemu, czy prywatnemu, które były główną pozycją w zestawieniach policyjnych dotyczących działalności UWO i OUN. Ukraińska Organizacja Wojskowa odpowiadała za nieudany zamach na Józefa Piłsudskiego 25 września 1921 roku we Lwowie, nieudany zamach na prezydenta Stanisława Wojciechowskiego 5 września 1924 roku we Lwowie, śmiertelny zamach na kuratora szkolnego Stanisława Sobińskiego 19 października 1926 roku, Organizacja Ukraińskich Nacjonalistów za zabójstwo posła Tadeusza Hołówki 29 sierpnia 1931 roku w Truskawcu, zabójstwo ministra spraw wewnętrznych Bronisława Pierackiego w 1934 roku w Warszawie.
Odpowiedzią władz polskich były przeprowadzane pacyfikacje wsi ukraińskich, z których pierwsza miała miejsce jesienią 1930 roku. Po stronie polskiej politykę dialogu z Ukraińcami próbował prowadzić wojewoda wołyński w latach 1928–1937 Henryk Józewski, jednak po jego odwołaniu i w związku z licznymi aktami ataków ukraińskich wzmożono w 1938 roku represje, przeprowadzając akcje pacyfikacyjne i niszcząc 138 cerkwi na Podlasiu i Chełmszczyźnie.
W życiu publicznym rolę nieoficjalnego przywódcy zaczynał pełnić unicki metropolita Lwowa Andrij Szeptyckyj. Życie polityczne pod względem ideologicznym obejmowało nurt nacjonalistyczny, liberalny, socjalistyczny i komunistyczny. Coraz ważniejszą rolę odgrywały partie nacjonalistyczne, choć atrakcyjna dla niektórych członków elity wydawała się opcja komunistyczna – szczególnie wobec opisanej wyżej liberalnej polityki w USRR w tym okresie.
Najważniejsze partie w tym okresie:
- Ukraińskie Zjednoczenie Narodowo-Demokratyczne – najważniejsza legalna partia ukraińska, o programie liberalno-demokratycznym. Miała stałą reprezentację w Sejmie. Skupiała szerokie spektrum poglądów, część jej działaczy wybierała z czasem działalność konspiracyjną.
- Ukraińska Partia Socjalistyczno-Radykalna – legalna partia socjalistyczna, popierająca ustrój demokratyczny równocześnie wroga wobec systemu komunistycznego.
- Komunistyczna Partia Galicji Wschodniej (od 1923 r. Komunistyczna Partia Zachodniej Ukrainy) – część Komunistycznej Partii Polski, praktycznie w pełni infiltrowana przez ZSRR. Działała nielegalnie, jednakże miała swoich przedstawicieli w Sejmie.
- Organizacja Ukraińskich Nacjonalistów – nielegalna organizacja nacjonalistyczna, założona w 1929 r., stosująca terror polityczny jako metodę działania. W 1934 liczyła ok. 2000 członków, a przez jej szeregi w latach 1929–1939 przewinęło się łącznie ok. 20 000 osób[49].

## Okres II wojny światowej

### Ukraina Karpacka
Zakarpacie było regionem wcielonym po I wojnie w granice Czechosłowacji, gdzie większość ludności stanowili ukraińscy Łemkowie, Bojkowie i Huculi, a także zamieszkana była przez mniejszość węgierską. Rozbiór Czechosłowacji w roku 1938 zmobilizował narodowy ruch ukraiński w Zakarpaciu, co doprowadziło do powstania krótkotrwałego państwa Karpato-Ukrainy. Karpato-Ukraina została zajęta przez wojska węgierskie przy poparciu i współudziale władz polskich, która prowadziła działania dywersyjne terenie Karpato-Ukrainy.

### Lata 1939–1941
17 września 1939 w wykonaniu ustaleń paktu Ribbentrop-Mołotow ZSRR dokonał zbrojnej agresji na Polskę broniącą się przed rozpoczętym 1 września najazdem III Rzeszy. Armia Czerwona okupowała wschodnie tereny Polski (w sowieckiej nomenklaturze Zachodnią Ukrainę i Zachodnią Białoruś), w listopadzie 1939 po pseudowyborach do tzw. Zgromadzeń Ludowych Zachodniej Ukrainy i Zachodniej Białorusi zostały anektowane przez ZSRR. Zachodnia Ukraina została włączona w skład Ukraińskiej SRR. W 1940 ZSRR zaanektował północną Bukowinę i wschodnią część Besarabii. Kilkadziesiąt tysięcy mieszkańców schroniło się w tym czasie na terenach okupowanych przez III Rzeszę. Na terenach zajętych przez ZSRR rozpoczęła działalność konspiracyjną i zbrojną Organizacja Ukraińskich Nacjonalistów, jak również Sicz Poleska.
Na terenach zajętych przez Niemców rozpoczęto tworzenie szkolnictwa ukraińskiego, działały również ukraińskie organizacje kulturalne, wydawano ukraińską prasę. Głównym centrum ukraińskiego życia stał się w tym okresie Kraków. Działała tam szkoła oficerska im. płk. Konowalca, tam nastąpił również rozłam w Organizacji Ukraińskich Nacjonalistów na frakcje OUN-B (banderowców) i OUN-M (melnykowców). Banderowcy utworzyli Ukraiński Komitet Narodowy, Wojskowy Ośrodek OUN, Służbę Bezpeky, a następnie Krajowy Sztab Wojskowy.
Z inicjatywy władz niemieckich utworzono Ukraiński Komitet Centralny.

### Lata 1941–1944
22 czerwca 1941 Związek Radziecki został zaatakowany przez Niemcy. Pomimo szybkiego ataku NKWD zdążyło zgładzić w więzieniach kilkadziesiąt tysięcy więźniów. Zajęte przez Niemców terytorium podzielono następująco:Rumunia otrzymała Besarabię i część wybrzeża Morza Czarnego (Transnistria), z terenów Galicji zdobytych na ZSRR utworzono dystrykt galicyjski Generalnego Gubernatorstwa, z Wołynia i Naddnieprzańskiej Ukrainy utworzono Reichskommissariat Ukraine, wschodnie tereny Ukrainy objęła „strefa frontowa” pod zarządem wojskowym.
W ataku na ZSRR brały udział bataliony Nachtigall i Roland, zorganizowane przez Abwehrę z Ukraińców. Za atakującymi wojskami niemieckimi postępowały grupy pochodne OUN (zarówno OUN-B, jak i OUN-M), mające za zadanie przejęcie na zdobytych terenach administracji lokalnej oraz służb porządkowych. W Kijowie melnykowcy zorganizowali Kureń Kijowski.
30 czerwca 1941 we Lwowie ogłoszono niepodległość Ukrainy. Jednak rząd Jarosława Stećki działał tylko 12 dni, po czym został aresztowany. Niemcy rozpoczęli represje wobec OUN-B aresztując około 80% jej działaczy, reszta rozpoczęła działalność w konspiracji.
Niemcy na terenie Ukrainy utworzyli własne formacje policyjne, złożone z Ukraińców i Niemców: Ukraińską Policję Pomocniczą i bataliony policyjne Schuma.

## Ukraińska Socjalistyczna Republika Sowiecka 1944–1991
W wyniku II wojny światowej terytorium Ukrainy zostało scalone. W latach 1944–1956 na terenie zachodniej Ukrainy trwały walki partyzanckie ukraińskiego podziemia skierowane przeciwko władzy sowieckiej. Jest to okres nasilającego się terroru. Ukraińska cerkiew prawosławna zostaje zdelegalizowana i przechodzi do podziemia.
W okresie odwilży w latach sześćdziesiątych dochodzi do ożywienia ukraińskiego życia kulturalnego, co związane było z rozwojem działalności opozycyjnej. Ważnym środowiskiem opozycyjnym stała się Ukraińska Grupa Helsińska.

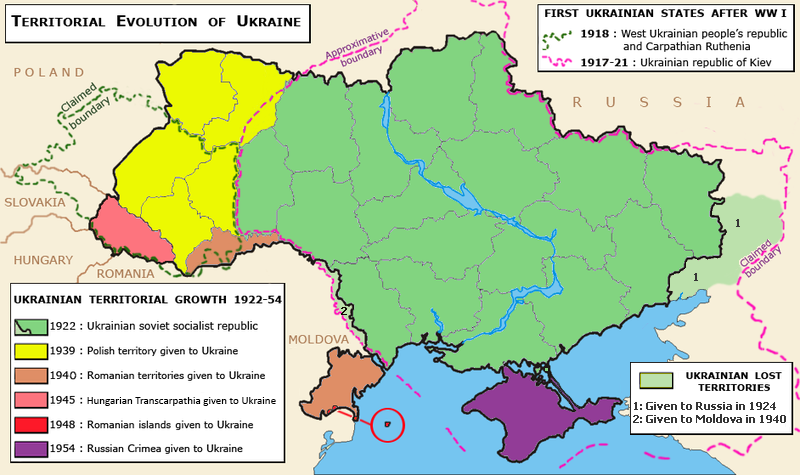
Rozwój terytorialny Ukrainy

W pierwszych latach powojennych na ziemiach należących do Rosji Sowieckiej panował chaos spowodowany działaniami wojennymi i towarzyszące mu represje policji politycznej – Czeka oraz równoczesna klęska głodu. Sytuacja poprawiła się po wprowadzeniu Nowej Ekonomicznej Polityki – NEP, która przewidywała częściowe odejście od komunistycznych dogmatów w kwestiach gospodarczych.
Naddnieprzańska Ukraina została przyznana Rosji Sowieckiej na mocy traktatu ryskiego podpisanego 18 marca 1921 r. W styczniu 1924 r. Rosja Sowiecka została przekształcona w federacyjny Związek Socjalistycznych Republik Radzieckich, którego część stanowiła Ukraińska Socjalistyczna Republika Radziecka. Republika liczyła 29 milionów mieszkańców (w tym 23 miliony Ukraińców) i była drugą co do wielkości republiką ZSRR. Stolica USRR została umiejscowiona w Charkowie.
Bezpośrednio po powstaniu ZSRR następowała liberalizacja podejścia władzy sowieckiej do aspiracji narodowościowych w poszczególnych republikach. W USRR znalazło to odzwierciedlenie m.in. w nakazach stosowania języka ukraińskiego w korespondencji urzędowej, zwalczaniu analfabetyzmu (szczególnie wśród ukraińskojęzycznego chłopstwa), ekspansji języka ukraińskiego w szkolnictwie na wszystkich poziomach. „Ukrainizacja” życia doprowadziła do powstania partyjnej elity nastawionej na pielęgnowanie odrębności w ramach ZSRR, co wynikało z naiwnego jak się później okazało wyobrażenia o partnerstwie pomiędzy republikami federacji. Kontrowersyjnym ideologiem tego nurtu został Mykoła Chwylowy, nawołujący w swoich pracach m.in. do otwarcia się na kulturę zachodnią w opozycji do dominujących wpływów rosyjskich.
Liberalizacja w sferze politycznej doprowadziła do swego rodzaju renesansu kultury ukraińskiej (na Ukrainie nazwanego później „rozstrzelanym odrodzeniem”). Po raz pierwszy w historii kultura ukraińska była wspierana przez państwo wraz z jego aparatem. Wśród najważniejszych pisarzy tego okresu należy wymienić: Maksyma Rylskiego, Olgę Kobylańską, Włodzimierza Sosiurę i Pawła Tyczynę. W kinie radzieckim znaczącą rolę odgrywał konkurent Eisensteina Ołeksandr Dowżenko. W latach dwudziestych, szczególnie w porównaniu z późniejszą sytuacją, uderza wielka ilość stowarzyszeń kulturalnych, klubów dyskusyjnych itp. Pomimo że funkcjonowały one wewnątrz systemu komunistycznego, bez ambicji wyjścia poza wyznaczone ramy ideologiczne, były jednym z katalizatorów odrodzenia się w latach 20. inteligencji ukraińskiej i nowoczesnej świadomości narodowej.

## Emigracja po I i po II wojnie światowej
Porażka niepodległościowego wysiłku i brak niezależnego państwa zmusiła wielu Ukraińców do emigracji.
Po II wojnie światowej wskutek ucieczki lub pracy przymusowej na Zachodzie Niemiec znalazło się od 1,5 do 3 mln Ukraińców. Znaczna ich część przebywała przez pewien czas po wojnie w obozach „dipisów” (Displaced Persons) głównie na terenie Niemiec. Ich losem zajmowała się International Refugee Organization, która do początku lat 50. zajmowała się przesiedleniem ich do USA, Kanady, Australii, Wielkiej Brytanii. W Monachium jako kontynuacja Praskiej Wyższej Szkoły, która powstała w okresie międzywojennym, utworzono Ukraiński Wolny Uniwersytet (Ukrainische Freie Universität), który aktywnie działał w latach 1950–1956.
Życie polityczne powojennej emigracji zdominowane było przez podziały, które charakteryzowały przede wszystkim Ukraińców w II Rzeczypospolitej z wyłączeniem komunistów.
Szczególne, choć nie wiodące miejsce odgrywali emigranci OUN-UPA, którzy w okresie zimnej wojny byli aktywni w organizacjach antykomunistycznych i współdziałali z wywiadami państw zachodnich. Nie stanowili jednak jednolitego środowiska, będąc podzieleni między sobą (przede wszystkim na zwolenników Mykoły Łebedia i Stepana Bandery). Zabójstwo Bandery przez rosyjskiego agenta NKWD stanowiło jedno z ważniejszych wydarzeń dla tego odłamu ukraińskiej diaspory. Wraz z odprężeniem w stosunkach Wschód – Zachód rola tych środowisk wyraźnie zmalała.
W latach 70.i 80. życie intelektualne diaspory ukraińskiej zdominowały ośrodki w USA i środowisko historyków związanych w dużej części z uniwersytetem Harvarda. Należy wśród nich wymienić Iwana Łysiaka-Rudnyckiego, Oresta Subtelnego, Romana Szporluka. Ich prace publikowane po angielsku i tłumaczone na język ukraiński po roku 1991 odegrały znaczącą rolę w przeobrażeniach historiografii ukraińskiej w niepodległym państwie.

## Niepodległość

### Referendum i Akt Ogłoszenia Niepodległości
W roku 1990 odbyły się pierwsze częściowo wolne wybory parlamentarne na Ukrainie (w dwóch turach 4 marca i 18 marca) do Rady Najwyższej. Wybory zgodnie z ordynacją wyboczą odbyły się w 450 jednomandatowych okręgach. W pierwszej turze wyborów w dniu 4 marca 1990 żaden z kandydatów nie uzyskał poparcia co najmniej 50% głosów, dwa tygodnie później była przeprowadzona druga tura wyborów. W drugiej turze wybrano 442 posłów, liczby 450 deputowanych nie osiągnięto z powodu niskiej frekwencji w niektórych okręgach. Komuniści uzyskali 331 mandatów w Radzie Najwyższej. „Blok Demokratyczny” uzyskał 111 mandatów na 442. Demokratycznych deputowanych grupowała „Rada Ludowa” („Narodna Rada”), która liczyła od 90 do 125 członków. „Narodna Rada” pozostawała w opozycji wobec postkomunistycznej większości parlamentarnej. Jej liderem został wybrany Ihor Juchnowski.
Pierwsze posiedzenie parlamentu odbyło się w dniu 15 maja 1990. Partia Komunistyczna szybko zaczęła tracić na popularności. Do lipca 1990 komunistów reprezentowało już tylko 239 deputowanych. 16 lipca 1990 Rada Najwyższa przyjęła deklarację o uznaniu suwerenności Ukrainy. Deklaracja stwierdzała prawo Ukrainy do posiadania własnych sił zbrojnych. Deklarację poparło 355 deputowanych. W październiku 1990 parlament odrzucił artykuł 6 konstytucji o zwierzchniej roli Partii Komunistycznej. 19 listopada 1990 Rosja i Ukraina podpisały traktat o wzajemnym uznaniu suwerenności i przebiegu granicy. Pierwszy raz w dziejach Rosja uznała w ten sposób polityczną odrębność Ukrainy.
W dniu 18 lipca 1991 grupa kierowana przez Ołeksandra Moroza wybrała Łeonida Krawczuka na stanowisko przewodniczącego parlamentu. 24 sierpnia Rada Najwyższa Ukrainy przegłosowała Akt ogłoszenia niepodległości Ukrainy.
W dniu 31 sierpnia 1991 Rada Najwyższa podjęła uchwałę o delegalizacji KPU i KPZR.
Jednocześnie z referendum odbyły się wybory Prezydenta Ukrainy, w których zwyciężył Łeonid Krawczuk 61% głosów. Jego kontrkandydat Czornowił zdobył 23% głosów.

### Prezydentura Łeonida Krawczuka
1 grudnia 1991 przeprowadzono ogólnoukraińskie referendum dotyczące niepodległości Ukrainy, zawierające jedno pytanie – „Czy zgadza się Pan/Pani z Aktem ogłoszenia niepodległości Ukrainy?”. Za niepodległością Ukrainy opowiedziało się 90,32% (28 804 071 przy frekwencji 84,18% z 31 891 742 ogółu) wyborców. Zgromadzenie Narodowe ogłosiło niepodległość Ukrainy 24 sierpnia 1991. 2 grudnia 1991 nastąpiło uznanie niepodległości Ukrainy przez pierwsze państwa świata (najpierw przez Polskę, pięć godzin później, jako drugie – przez Kanadę).
8 grudnia 1991 Borys Jelcyn, Łeonid Krawczuk (reprezentujący Ukrainę) oraz Stanisłau Szuszkiewicz (reprezentujący Białoruś) podpisali układ białowieski, który oznaczał likwidację ZSRR oraz powołanie w jego miejsce Wspólnoty Niepodległych Państw (WNP).
Czas jego prezydentury charakteryzował się głębokim kryzysem gospodarczym, będącym skutkiem upadku gospodarki centralnie planowej systemu komunistycznego. Latem 1994 roku Krawczuk ustąpił ze stanowiska m.in. pod naciskiem strajku górników w Donbasie. Ogłoszono przedterminowe wybory prezydenckie oraz drugie wybory parlamentarne.

### Prezydentura Łeonida Kuczmy
Wybory parlamentarne nie dały jednoznacznego rezultatu. Największą frakcją parlamentarną okazali się komuniści z 25% miejsc Radzie Najwyższej, podejmując współpracę z socjalistami, którym przewodził Oleksander Mrozow. Jednak ponad połowę parlamentu stanowili posłowie nie przynależący do żadnej frakcji.
Pierwsza kadencja prezydenta Kuczmy związana była z reformami gospodarczymi. Jednym z sukcesów tych reform było wprowadzenie we wrześniu 1996 roku hrywny, która zastąpiła tymczasową walutę karbowańca. Innym ważnym aktem politycznym było uchwalenie nowej konstytucji.
16 listopada 1994 ukraiński parlament przegłosował stosunkiem 301 do 8 ratyfikację przystąpienia do NTP. Do maja 1996 przekazano Rosji ponad tysiąc jednostek broni atomowej. 1 grudnia 1994 podpisano Memorandum budapeszteńskie, gwarantujące Ukrainie integralność terytorialną po rezygnacji z broni atomowej. Wyrzeczenie się broni jądrowej umożliwiło Ukrainie zawarcie układu o partnerstwie z NATO (9 lipca 1997), a także było wymogiem pomocy gospodarczej dla Ukrainy udzielanej przez Zachód.

#### Trzecie wybory parlamentarne
Trzecie wybory parlamentarne, przeprowadzone wedle nowej ordynacji wyborczej, dały wygraną (KPU – ¼ mandatów), nadal jednak większość posłów pozostawała niezrzeszonych.
W październiku 1998 pierwszy szczyt Ukraina – UE.
25 marca 1999 ginie w wypadku samochodowym Wiaczesław Czornowił, uważany za czołową postać opozycji.

#### Druga kadencja Łeonida Kuczmy
31 października i 14 listopada 1999 miały miejsce trzecie wybory prezydenckie, które Łeonid Kuczma wygrał w drugiej turze z Petrem Symonenką.
16 kwietnia 2000 – referendum ustrojowe Zabójstwo dziennikarza Heorhija Gongadze (16 września 2000), które część opinii publicznej przypisywała prezydentowi Kuczmie dodatkowo osłabiło jego popularność i pozycję polityczną. 28 listopada 2000 w ukraińskim parlamencie i 19 września 2004 w Warszawie – przedstawiono taśmy majora Mykoły Melnyczenki.

#### Czwarte wybory parlamentarne
31 marca 2002 odbyły się kolejne wybory parlamentarne. Obowiązywały w nich zbliżone zasady, jak w wyborach w 1998. Połowę mandatów w 450-osobowym parlamencie obsadzano z listy krajowej. Listę wyborczą, liczącą do 225 nazwisk, mogły wystawiać wyłącznie zarejestrowane partie polityczne lub bloki wyborcze będące koalicją takich partii. Mandaty podzielono proporcjonalnie pomiędzy te ugrupowania, które przekroczyły wynoszący 4% próg wyborczy, posłami zostali kandydaci według kolejności na liście. Pozostałe 225 miejsc obsadzono w jednomandatowych okręgach wyborczych w drodze głosowania w jednej turze. W przeciwieństwie do poprzednich wyborów nie było możliwości kandydowania zarówno w okręgu, jak i na liście partyjnej.
Najsilniejszym ugrupowaniem w Radzie Najwyższej w pierwszej turze wyborów okazała się partia Juszczenki „Nasza Ukraina” z 70 miejscami. Komuniści otrzymali 59 miejsc, a blok prezydenta Kuczmy 36 miejsc. W drugiej turze jednak blok prezydenta Kuczmy otrzymał 119 miejsc, Nasza Ukraina 113, a komuniści 66 miejsc. Wobec rozproszenia innych głosów na inne ugrupowania w liczącym 450 miejsc parlamencie nie pozwalało to na żadną wyrazistą większość.

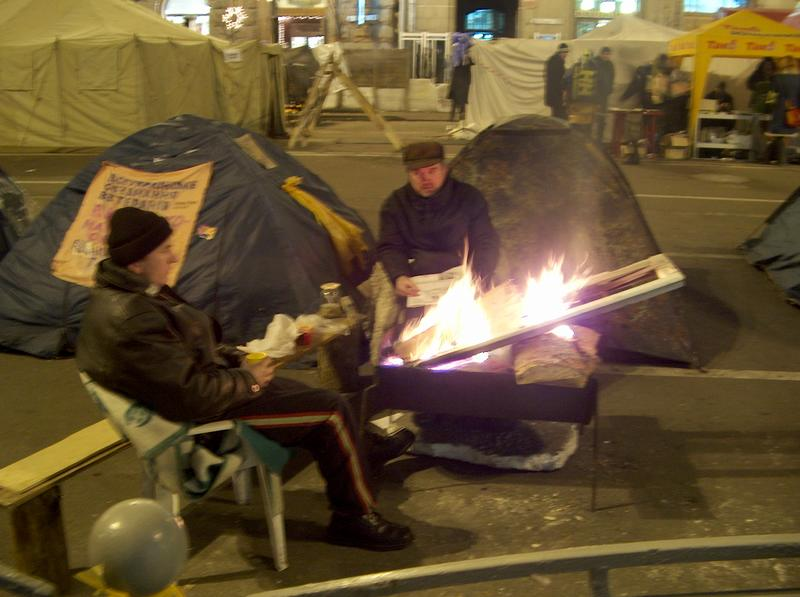
Obozowisko namiotowe w Kijowie podczas pomarańczowej rewolucji 2005 roku

### Pomarańczowa rewolucja i prezydentura Wiktora Juszczenki
W drugiej turze wyborów 21 listopada 2004 według oficjalnych danych Wiktor Juszczenko uzyskał 46,61% poparcia, przegrywając z Wiktorem Janukowyczem (49,46%). Zarówno jego zwolennicy, jak i zagraniczni obserwatorzy, nie uznali tych wyborów za demokratyczne, podejrzewając ukraińskie władze (w tym zwłaszcza przewodniczącego centralnej komisji wyborczej Serhija Kiwałowa) o fałszerstwo na szeroką skalę. Od 22 listopada 2004 setki tysięcy Ukraińców w Kijowie oraz w całym kraju protestowało przeciwko manipulacjom władz, w akcji nazwanej Pomarańczową Rewolucją. W rezultacie masowych wystąpień i wsparcia zagranicy Najwyższy Sąd Ukrainy unieważnił wyniki wyborów jako sfałszowanych i nakazał powtórzenie ich drugiej tury. Tym razem zwycięzcą został Wiktor Juszczenko, zdobywając 51,99% głosów, podczas gdy premier Wiktor Janukowycz uzyskał 44,20% głosów.
4 lutego 2005 premierem rządu została Julia Tymoszenko.
W maju 2005 roku miał miejsce w Kijowie festiwal Eurowizji.

#### Piąte wybory parlamentarne
26 marca 2006 odbywają się wybory parlamentarne, w których najwięcej głosów zdobywa Partia Regionów (32,14% i 186. miejsce), to jednak dwie partie opozycyjne Blok Julii Timoszenko (22,29% i 129 miejsc) oraz Nasza Ukraina (13,95 i 81 miejsc) posiadają łącznie więcej miejsc w Radzie Najwyższej.
W kwietniu 2007 roku dochodzi do poważnego kryzysu politycznego na Ukrainie. Zapoczątkowany został ogłoszeniem przez prezydenta Ukrainy, Wiktora Juszczenkę dekretu rozwiązującego parlament – Radę Najwyższą Ukrainy i ogłaszającego przedterminowe wybory parlamentarne na maj 2007 roku. Prezydent swoją decyzję podjął po konsultacjach politycznych. Stwierdził, że partia premiera Wiktora Janukowycza Partia Regionów, tworząca główny trzon koalicji rządowej, łamie konstytucję Ukrainy przyciągając do swoich szeregów deputowanych partii socjalistycznej, komunistycznej oraz niezależnych, oferując w zamian stanowiska polityczne. Wśród polityków, którzy przeszli na stronę premiera Janukowycza był Anatolij Kinach, były premier, który w rządzie otrzymał stanowisko ministra gospodarki. Partia Janukowycza dążyła do osiągnięcia liczby 300 deputowanych, co zapewniłoby koalicji większość konstytucyjną, a co za tym idzie możliwość odrzucania prezydenckiego weta oraz dymisji prezydenta.
Powstały kryzys udało się przezwyciężyć 27 maja w wyniku negocjacji Wiktora Juszczenki z Wiktorem Janukowyczem, Ołeksandrem Morozem i Julią Tymoszenko, wyznaczając termin wyborów na 30 września 2007.

#### Przedterminowe szóste wybory parlamentarne
30 września 2007 przedterminowe wybory parlamentarne zakończone zwycięstwem Partii Regionów i stworzeniem rządu przez Pomarańczową koalicję. 8 października 2008 rozwiązanie Rady Najwyższej i rozpisanie wcześniejszych wyborów, które się jednak nie odbyły (zob. kryzys polityczny na Ukrainie w 2008 roku).
W okresie kadencji prezydenta Juszczenki prowadzono aktywną politykę historyczną. W pierwszym okresie dotyczyła ona dziejów wielkiego głodu, pod koniec kadencji okresu II wojny światowej.

### Prezydentura Wiktora Janukowycza
W lutym 2010 wybory prezydenckie wygrał Wiktor Janukowycz. 3 marca 2010 Rada Najwyższa Ukrainy wyraziła wotum nieufności dla rządu Julii Tymoszenki, a w grudniu 2011 po uprawomocnieniu się wyroku skazującego osadzono J. Tymoszenkę w kolonii karnej w Charkowie. Uwięzienie Tymoszenki traktowano powszechnie jako zemstę polityczną.
Istotnym wydarzeniem lata 2012 były Mistrzostwa Europy w Piłce Nożnej, które Ukraina współorganizowała z Polską. Politycznym kontekstem mistrzostw były starania Ukrainy o podpisanie umowy stowarzyszeniowej z Unią Europejską, co prezydent Janukowycz zapowiadał, mimo oporu we szeregach Partii Regionów, której przewodził.

#### Siódme wybory parlamentarne
28 października 2012 odbywają się wybory parlamentarne, które wygrała Partia Regionów.

### Rewolucja godności (Euromajdan)

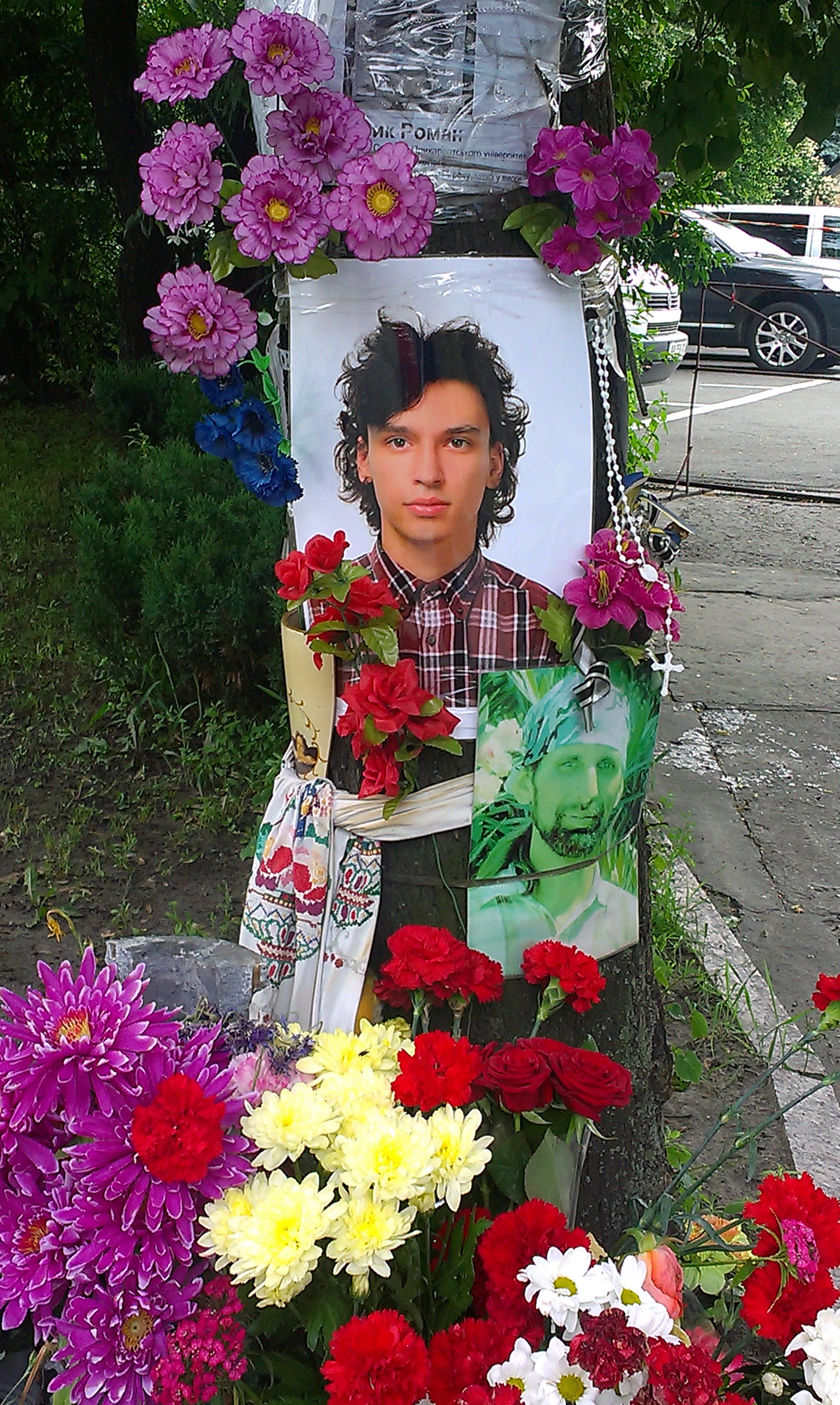
Pierwsze upamiętnienia ofiar Euromajdanu 2014 i „niebiańskiej sotni”

Wiktor Janukowicz odmawia podpisania umowy stowarzyszeniowej z Unią Europejską, na co reakcją jest narastająca fala demonstracji. Pierwsze protesty rozpoczęły się 21 listopada 2013 i nie doprowadziły do zmiany decyzji prezydenta Janukowicza. Brutalna próba stłumienia protestów 30 listopada 2013 przez jednostki specjalne „Berkut” wywołała falę oburzenia i doprowadziła do umasowienia ruchu i protestów. Demonstracje miały miejsce w całym kraju, a centralny plac Kijowa, plac Niepodległości, przekształcił się w miejsce ciągłych wieców protestacyjnych i został nazwany Euromajdanem. Wraz z rozwojem sytuacji postawy manifestantów radykalizowały się, zyskiwały na popularności postulaty usunięcia prezydenta oraz gruntownej zmiany sytuacji w państwie. Sam ruch przekształcił się w ogólnonarodową rewolucję. Próba stłumienia protestów przez Wiktora Janukowycza i prorosyjską Partię Regionów w okresie 18–20 lutego 2014 kosztowała życie i zdrowie kilkuset protestujących osób i stała się punktem zwrotnym.
Wiktor Janukowycz, pod naciskiem opinii publicznej i fali wzburzenia w kraju, zgodził się przywrócić konstytucję z 2004 i przeprowadzić wcześniejsze wybory. Tracąc większość w Radzie Najwyższej Janukowycz opuścił stolicę i udał się do Charkowa, usiłując zorganizować tam nowy ośrodek władzy. Gdy to nie udało się, uciekł do Rosji. 22 lutego ukraiński parlament usunął go z urzędu. Tymczasową głową państwa został przewodniczący Rady Najwyższej.
27 lutego 2014 Arsenij Jaceniuk został premierem Ukrainy.

### Aneksja Krymu
Reakcją na zwycięstwo rewolucji godności i ucieczkę prezydenta Wiktora Janukowicza do Rosji, co oznaczało porażkę polityki Putina, była aneksja Krymu. 7 kwietnia 2014 roku doszło w Doniecku do zajęcia budynku rady obwodowej przez prorosyjskich separatystów i deklaracji niepodległości Donieckiej Republiki Ludowej (oraz w Ługańsku Ługańskiej Republiki Ludowej).

### Prezydentura Petra Poroszenki
25 maja 2014 – wybory prezydenckie wygrywa Petro Poroszenko, jeden z przywódców Euromajdanu. Wybory odbyły się w wyjątkowo skomplikowanej sytuacji rozpoczynającej się wojny z Rosją. Premierem rządu zostaje Jaceniuk. Celem rządu jest wyjście z zapaści gospodarczej, co jest spadkiem prezydentury Janukowicza. Mimo wzrostu gospodarczego od roku 2016 narastało niezadowolenie społeczne związane z przekonaniem o niedostatecznej walce z korupcją oraz obciążeniem reformami gospodarczym (m.in. wzrost cen gazu dla użytkowników prywatnych).

#### Ósme wybory parlamentarne
Odbyły się 26 października 2014 roku. W ich wyniku Ukraińcy wybrali 423 deputowanych do Rady Najwyższej VIII kadencji. Pozostałe 27 miejsc w 450-osobowym parlamencie pozostało nieobsadzone. Frekwencja wyborcza wyniosła 52,42%.
15 grudnia 2018 r. odbył się w Kijowie sobór zjednoczeniowy, na którym utworzono Kościół Prawosławny Ukrainy. Status autokefaliczny Kościoła Prawosławnego Ukrainy został nadany tomosem patriarchy Konstantynopola 6 stycznia 2019.
Przez cały okres prezydentury Petra Poroszenki toczyła się wojna hybrydowa z Rosją, rozpoczęta aneksją Krymu i kontynuowana na obszarze Donbasu i Ługańszczyny.

### Prezydentura Wołodymyra Zełenskiego
20 maja 2019 wybory prezydenckie wygrał Wołodymyr Zełenski wysoką większością głosów (73,22% w drugiej turze). Partia Sługa Narodu, której przewodzi Zełenski zdobyła też zdecydowaną większość w Radzie Najwyższej. W trakcie prezydentury Zełenskiego aktualny pozostaje temat rosyjskiego wsparcia dla ruchów separatystycznych na Ukrainie, w tym w szczególności wobec samozwańczych republik w trakcie wojny w Donbasie. Kwestia Donbasu stała się pretekstem do rozpoczęcia rosyjskiej inwazji w lutym 2022.